# Trabant 601
Der Trabant 601 war das dritte und meistgebaute Modell der in der DDR hergestellten Trabant-Kleinwagen-Baureihe. Er wurde unter der Typenbezeichnung P 601 von 1964 bis 1990 bei Sachsenring Automobilwerke Zwickau gebaut, der Zweitaktmotor wurde im Barkas-Werk produziert. Insgesamt wurden 2.818.547 Fahrzeuge hergestellt.
Mit dem Trabant 601 begann eine „große Zeit der kleinen Schritte“, während derer am Trabant zwar regelmäßig Verbesserungen vorgenommen wurden, allerdings blieben Karosserie und Fahrzeugtechnik im Wesentlichen unverändert. Das Konzept veraltete während seiner Produktion zunehmend und war spätestens in den 1980er Jahren selbst in sozialistischen Bruderstaaten nicht mehr nachgefragt. Bestrebungen, die Nachfolgetypen 603 und 610 in Serie zu bringen, wurden von politischer Seite blockiert. Ein Lizenzvertrag mit VW im Jahr 1984 führte schließlich zum Einbau eines Viertaktmotors in Gestalt des Typs 1.1, der jedoch erst 1990 in Serie ging. Der Trabant 601 war zum Ende seiner Bauzeit der weltweit letzte vollwertige Pkw mit Zweitaktmotor.

## Entwicklungsgeschichte

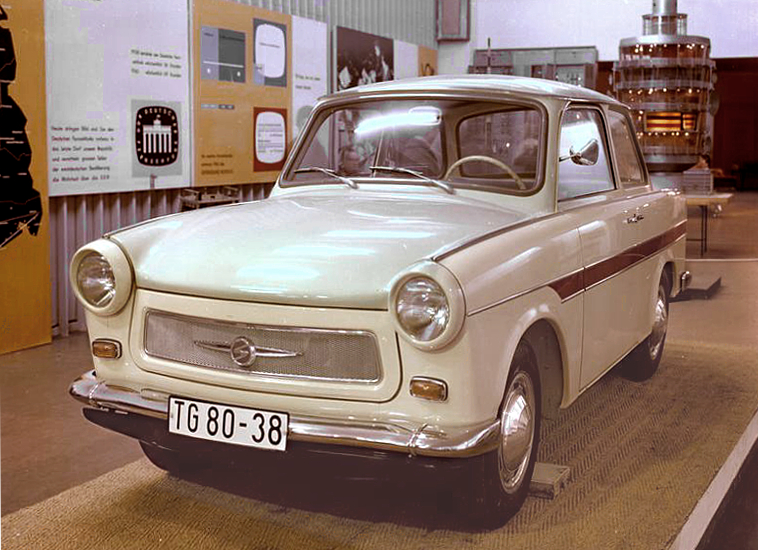
Vorstellung des Trabant 601 im Jahr 1963 (die Seitenstreifen wurden nicht in Serie übernommen)

Der Trabant 601 (intern P 601) stellte kein neues Fahrzeugmodell dar, sondern die vorläufig letzte Entwicklungsstufe des P-50-Grundmusters:

„Das Programm unserer Fahrzeugindustrie sieht eine stufenweise Weiterentwicklung des P 50 vor, was sich darin ausdrückt, daß nach Verbesserung der Sitzverhältnisse das Synchrongetriebe eingeführt wurde, darauf der 600 cm³-Motor folgte und sich später eine auf dem Grundgerippe des P 50 aufbauende, raumverbesserte Karosserie anschließen wird. Diese Verbesserungen gleichzeitig, gewissermaßen als neues Fahrzeug einzuführen, wäre unter den gegebenen Bedingungen falsch und ökonomisch nicht vertretbar.“

Die äußere Form der Karosserie wurde der Trapezlinie angeglichen, einer damals modernen Formgestaltung. Diese wirkte auch breiter und flacher, so dass der Trabant 601 seinerzeit in der DDR-Presse als Fahrzeug mit „moderner Formgebung“ bezeichnet wurde. Ähnlichkeit besteht mit dem Peugeot 404 und dem Triumph Herald, der von der KFT in den Jahren zuvor wiederholt hervorgehoben wurde. Auch die großen Front- und Heckscheiben, die gute Rundumsicht und die vergrößerte Kopffreiheit im Fond wurden gelobt. Die Rückbank wurde leicht nach hinten versetzt, so dass sich die Beinfreiheit im Fond etwas verbesserte. Der Kofferraum wuchs dennoch auf ein für diese Fahrzeugklasse beachtliches Fassungsvermögen von 420 Litern (Limousine), bot mit der höheren Ladekante und der dadurch kürzeren Heckklappe jedoch keine so gute Zugänglichkeit mehr wie beim Typ 600. Äußerlich auffällig war die Einführung eines technisch nicht notwendigen großen Kühlergrills, um den Repräsentationswünschen der Kunden besser Rechnung zu tragen. Gleichzeitig wurden in der Fachpresse die engen Rahmenbedingungen angesprochen, die eine konsequente Weiterentwicklung der Karosserie verhindert hatten. So durften weder die Bodengruppe, noch Radeinbauten oder Stirnwandpartie verändert werden. Zudem sollten sogar Karosserieteile identisch übernommen werden, etwa die vorderen Kotflügel und die Scheinwerfer. Die Duroplast-Beplankung war beizubehalten. Selbst die Gesamtmaße des Fahrzeugs durften sich nicht erheblich verändern. Somit wurde der Trabant 601 nur ein „altes Auto in neuer Verpackung“, das außer der unveränderten Technik auch die Nachteile der Vorgänger hatte. Dazu zählte neben dem für Familien recht beengten Innenraum vor allem das hohe Geräuschniveau, das aufgrund der vom Lüfterrad erzeugten, vergleichsweise hohen Frequenzen als besonders störend empfunden wurde. Mit dem Typ 601 wurde zwar durch Verlegen von Schalldämmmatten in Motor- und Innenraum ein erträglicheres Geräuschniveau erreicht, beseitigt wurde das Problem damit jedoch nicht. An der Ausstattung änderte sich, von der Einführung einer Scheibenwaschanlage und Kurbelfenstern abgesehen, zunächst nichts. Der Motor leistete nach wie vor 17 kW (23 PS). Technische Detailverbesserungen stellten unter anderem eine Fliehkraft-Zündverstellung und sich automatisch nachstellende Bremsbacken dar.
Anfang 1963 wurde der Trabant 601 im Klub der Jugend und Sportler zum VI. Parteitag der SED erstmals der Öffentlichkeit präsentiert. Die Produktion startete im Januar 1964 mit der Nullserie, am 1. März 1964 wurde er erstmals offiziell der internationalen Öffentlichkeit präsentiert. Im Juni 1964 begann die Serienfertigung.
Die an den Vorgängertypen bereits oft beanstandete Kurbelwelle bereitete auch am Trabant 601 nach wie vor Schwierigkeiten und führte häufig zu Motorschäden. Nachdem erst 1962 das untere Pleuelauge mit Nadeln gelagert wurde, stellte man 1966 wieder auf Zylinderrollenlager um, da sich die Probleme mit den damaligen Nadellagern nicht beherrschen ließen. Diskutiert wurde in dem Zusammenhang auch die unbefriedigende Qualität der in der DDR erhältlichen Schmierstoffe. 1966 wurde ein neues Zweitaktmotorenöl MZ 22 herausgebracht, das der Qualität „ausländischen Markenöls“ immerhin etwas näher kam.

## Ausführungen
Der Trabant 601 wurde als Limousine, Kombi und Kübelwagen produziert, sowie in mehreren Ausstattungslinien und Ausstattungspaketen.

### Karosserievarianten

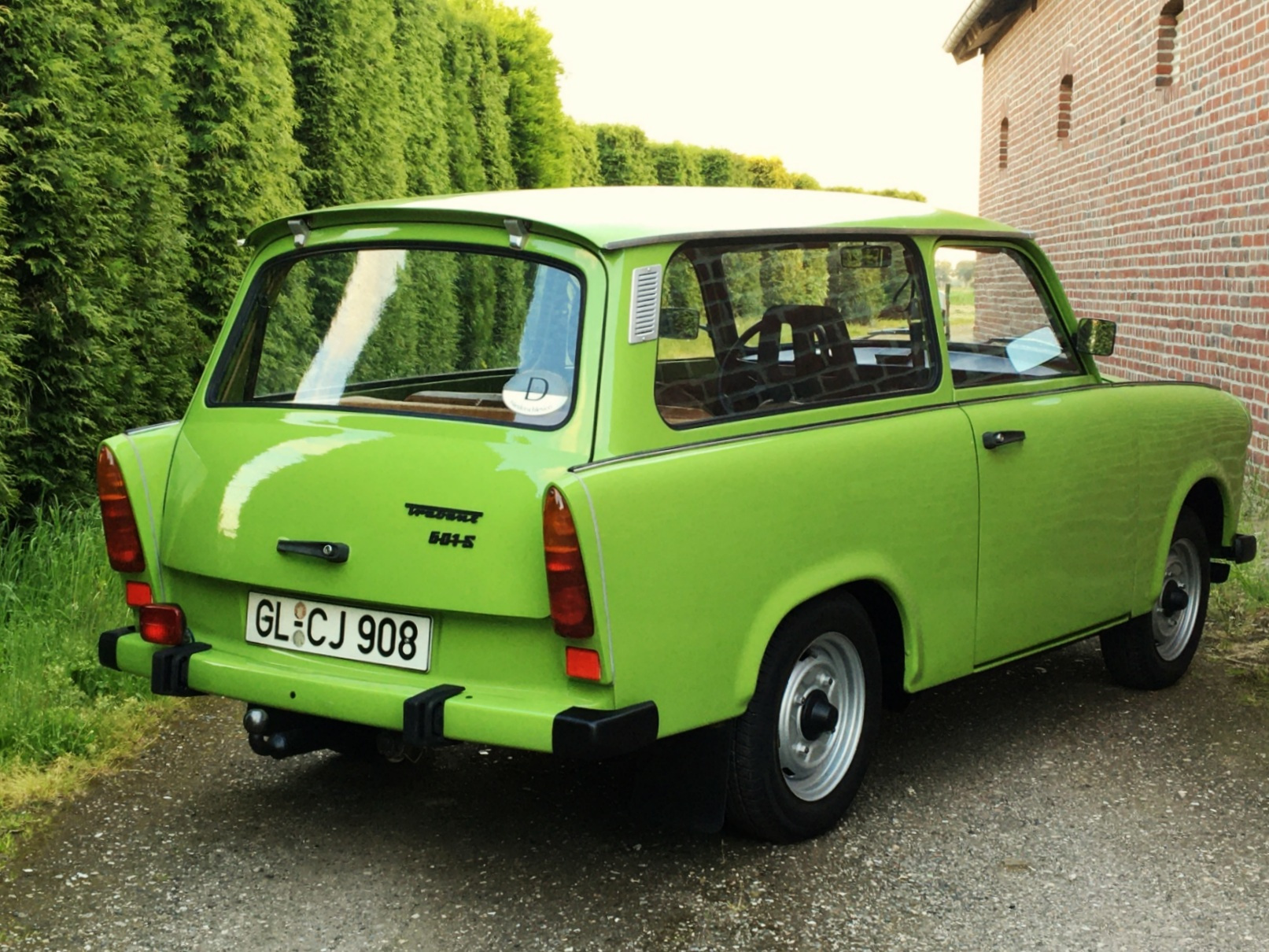
Trabant 601S Universal, Ausführung 1984

Die Serienproduktion startete mit dem Trabant 601 als Limousine.
In der zweiten Jahreshälfte 1965 wurde dann auch der Trabant 600 Kombi auf die neue Karosserie des Typs 601 umgestellt die spätere Verkaufsbezeichnung des Kombi lautete „Universal“ (Typ P 601 K). Die Hecktür war nun oben angeschlagen, nicht mehr seitlich. Mit 0,43 war der Luftwiderstandsbeiwert des Kombis kleiner als der der Limousine (0,47), die Stirnfläche (1,61 m²) der beiden Varianten unterschied sich nicht. Neu beim Modell 601 Universal war, dass im VEB Karosseriewerk Meerane bereits vorgefertigte Bodengruppen aus dem Zwickauer Sachsenring-Automobilwerk angeliefert wurden. Beim Vorgängermodell Typ 600 war die komplette Karosserie ausschließlich in Meerane gefertigt worden. Lediglich die Seiten- und Heckpartie und der Frontscheibenrahmen wurden mit den Bodengruppen des 601 verschweißt und bildeten das Stahlblechgerippe der Kombiversion. Der Produktionsablauf war logistisch äußerst aufwendig. Bodengruppen nebst Vorbau wurden in Zwickau produziert und tauchgrundiert, dann per Lkw nach Meerane transportiert. Dort wurde ein Teil der Grundierung wieder entfernt, um die Schweißarbeiten zu ermöglichen. Gerippebau, erneute Vorbehandlung des Stahlblechgerippes, Montage der Duroplast-Karosserieaußenhaut, Lackierung und Montage von Inneneinrichtung, Beleuchtung, Kabelbaum, Verglasung fanden in Meerane statt. Die fertigen Kombi-Karosserien wurden danach wieder per Lkw zur Endmontage (Motor, Fahrwerk etc.) nach Zwickau zurücktransportiert. Nicht umsonst wurde intern von der „längsten Taktstraße der Welt“ gesprochen, denn auch innerhalb der Werke in Meerane und Zwickau waren häufige Transporte mit Lastwagen zwischen den einzelnen Werksteilen notwendig. Die eingesetzten Transportfahrzeuge waren Spezialaufbauten auf Anhängerbasis. Diese Fahrzeuge konnten mit insgesamt acht Karosserien (verteilt auf zwei Etagen) beladen werden. Gezogen wurden die Anhänger mit Lkw IFA W50, auf deren Ladefläche noch eine weitere Karosserie Platz fand. Pro Lastzug wurden also neun Karosserien transportiert. Weitere Transportfahrzeuge existierten auf Basis des Multicar und diverser Sonderaufbauten.
In geringem Umfang wurden anfangs auch noch Lieferwagen auf Kombi-Basis produziert. Ursprünglich war auch ein Trabant 601 Camping für 1967 angekündigt worden, dieser ging jedoch nicht in Serie.
1966 kam die Bauform „Kübel“ für die Armee (Typ P 601 A) bzw. für die Forstverwaltung (Typ P 601 F) hinzu. Eine zivile Variante wurde ab 1978 im Export unter der Bezeichnung Tramp vertrieben. Während der Kübel für NVA und Forst in der Grund-Ausstattung ausgeliefert wurde, erschien der Tramp in der aktuellen de-Luxe-Ausstattung.

### Ausstattungsvarianten

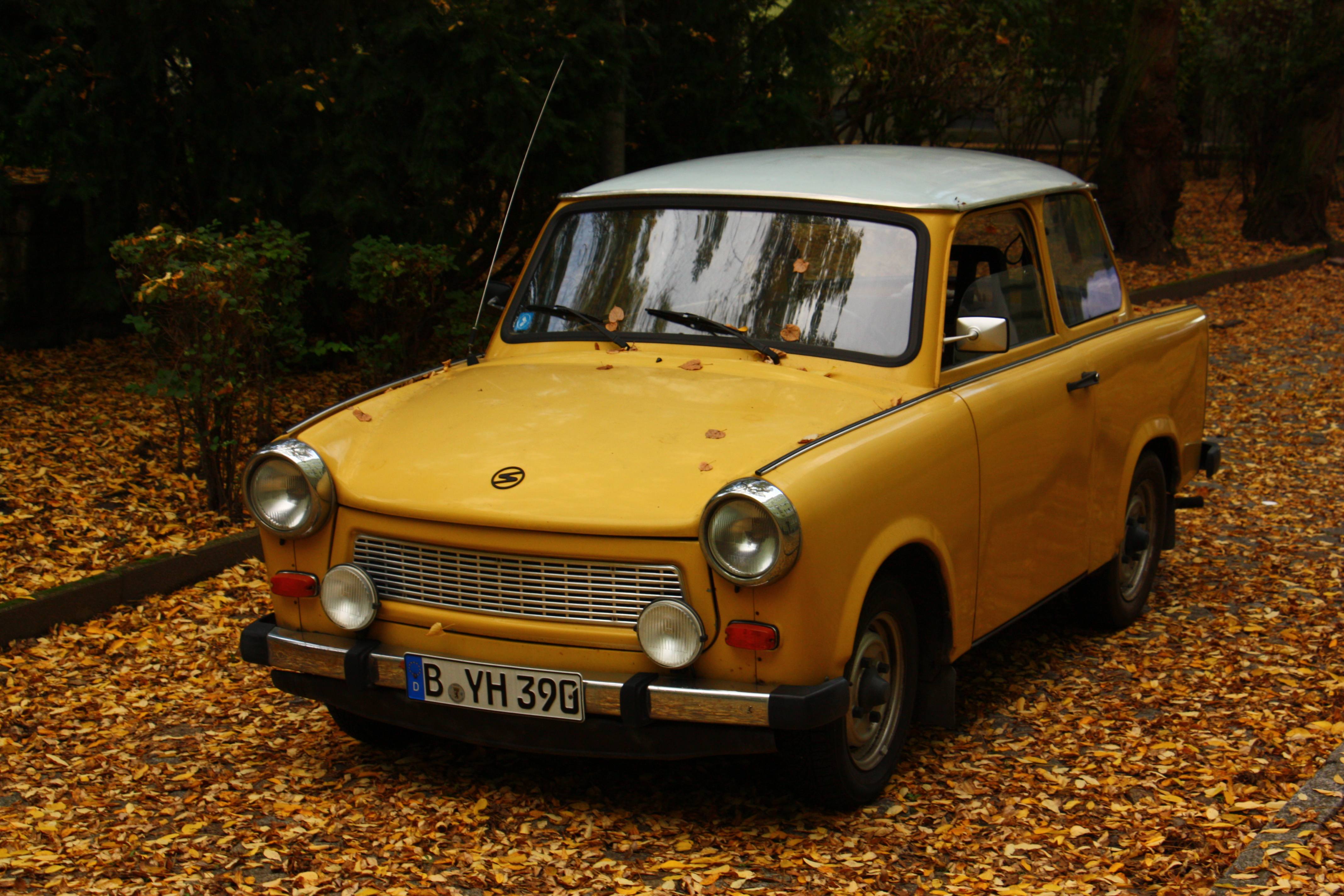
Trabant 601 S de Luxe von 1986 in monsungelb/delphingrau (unrestaurierter Originalzustand mit verchromten Lampenringen als Zubehör)

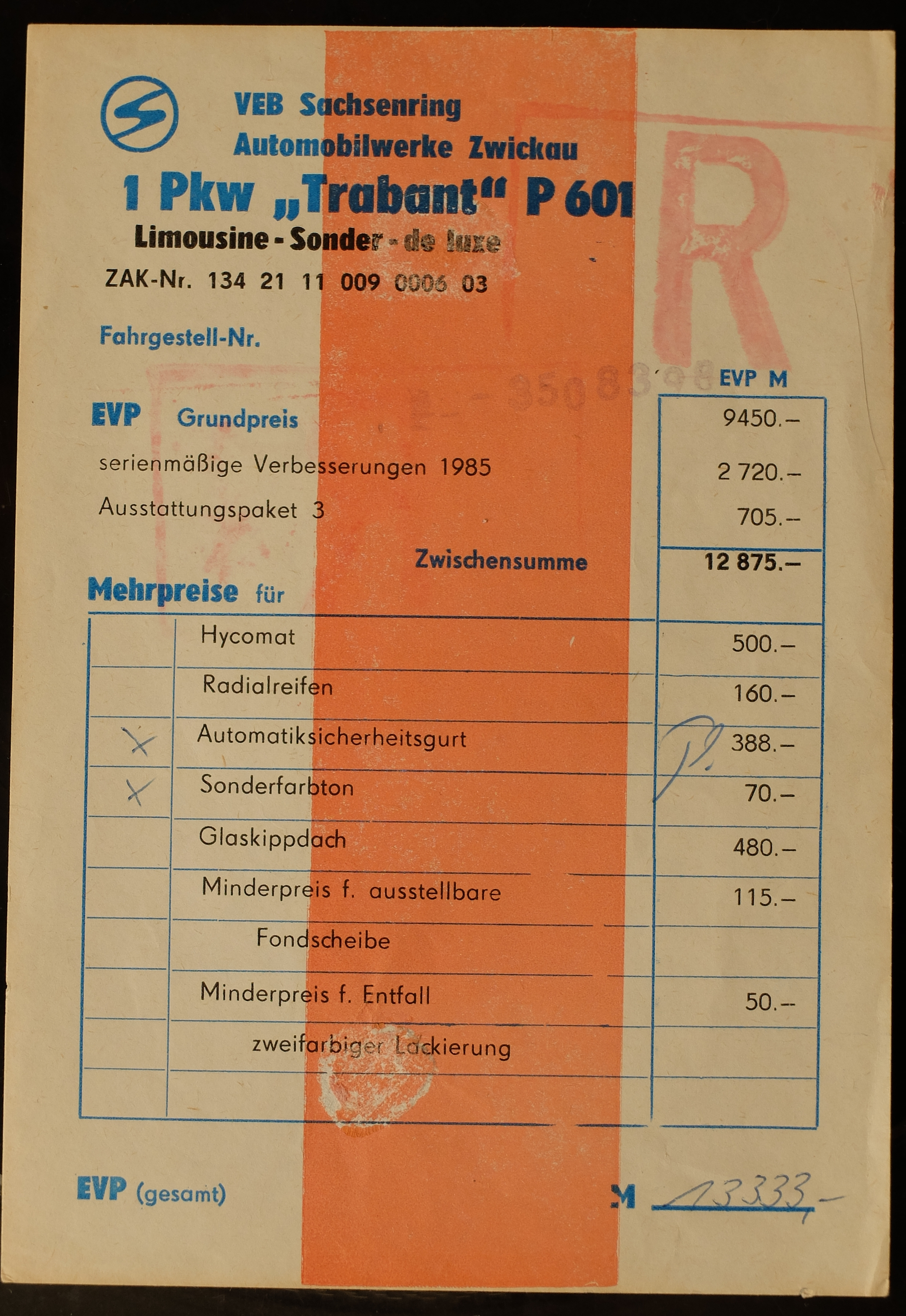
Preiszettel zum Kaufvertrag des obenstehenden Fahrzeugs im Jahr 1986.

Limousine und Kombi wurden jeweils in den drei Ausstattungsvarianten Standard, Sonderwunsch (ab 1966) und de Luxe (1966–1979) bzw. S de Luxe (ab 1978) produziert und waren ab 1965 wahlweise als 601 H mit automatischem Kupplungssystem „Hycomat“ (Motor P61), erhältlich.
Die Beschaffenheit der Ausstattungslinien änderte sich fortlaufend. Unterschiede betrafen vor allem die elektrische sowie die Innenausstattung. Die am besten ausgestattete Variante de Luxe bzw. S de Luxe hob sich zudem äußerlich erkennbar stets durch verchromte Stoßstangen ab, sowie durch ein farblich abgesetztes Dach. Letzteres konnte aufpreispflichtig auch beim Sonderwunsch enthalten sein, oder mit Preisnachlass beim S de Luxe entfallen.
1978 begann die Zeit sogenannter Ausstattungspakete beim Trabant. Das neue Topmodell S de Luxe war serienmäßig mit den beiden Paketen „Elektro-Ausrüstung“ und „Finish-Ausrüstung“ ausgestattet, diese beinhalteten als Neuheiten unter anderem ein Radio (Autosuper „Spider 3“ von TESLA für Mittel- und Kurzwelle), Nebelschlussleuchte, Tageskilometerzählwerk und eine farblich abgestimmte Innenausstattung mit Einlegeteppichen. Das Finish-Paket, nicht jedoch das Elektro-Paket war aufpreispflichtig auch in der Ausführung Sonderwunsch erhältlich. 1979 kam ein Rückfahrscheinwerfer hinzu, außerdem gab es den Kombi in der Topausstattung nun mit Fondablage (Kofferraumabdeckung) und ab 1981 mit Heckscheibenwischer und Waschanlage. Gurte mit Aufrollautomatik gab es ab 1982, diese wurden jedoch stets (auch beim S de Luxe) als kostenpflichtiges Extra berechnet.
Mit den Ausstattungspaketen und aufpreispflichtigen Verbesserungen sollten stabile Preise der Grundausführungen sichergestellt werden, diese betrugen auch 1978 unverändert zu früheren Jahren für die Limousine 7850 Mark für den Standard, 8050 Mark für den Sonderwunsch und 8300 Mark für de Luxe. Der S de Luxe mit beiden Ausstattungspaketen kostete 9600 Mark. Tatsächlich aber erhöhten sich die Verkaufspreise des Trabant in der Folge. So entfiel der de Luxe ohne Ausstattungspakete 1979 aus dem Sortiment, der Sonderwunsch wurde den Kunden immer häufiger gleich mit Ausstattungspaketen angeboten, und die preisgünstige Standard-Ausführung wurde in immer geringerem Umfang produziert. Die Preiserhöhung durch Zusatzausstattungen reichte jedoch nicht aus, um den enormen Kaufkraftüberhang abzubauen, der zusammen mit dem insgesamt zu geringen Fahrzeugangebot zu immer längeren Wartezeiten auf einen neuen Trabant führte.
Die Umstellung auf 12 Volt ermöglichte ab 1984 auch Ausstattungsdetails wie Nebelscheinwerfer und eine beheizbare Heckscheibe. Das Radio benötigte bereits zuvor 12-Volt-Spannung, deshalb musste bis dahin zusätzlich ein elektronischer Transverter aus Polen eingebaut werden. Die Kunststoff-Beplankung des Trabant machte außerdem eine recht aufwändige Abschirmung der Zündanlage zur Entstörung erforderlich. Hinzu kam, dass das Radio wegen der großen Motorgeräusche bei Geschwindigkeiten ab 80 km/h oder höheren Drehzahlen nicht mehr sinnvoll nutzbar war. Die Fachpresse hielt fest, dass der Einbau eines Radios in den Trabant umstritten sei.

## Modellpflege

### Änderungen bis 1979
Während seiner langen Bauzeit wurde der Trabant 601 vielfach, jedoch stets nur im Detail weiterentwickelt. Ab 1967 gab es Duplexbremsen an den Vorderrädern.
 Ab 1969 hatte er den Motor P63 (bzw. P64 für Hycomat), der bei unverändertem Hubraum und Verdichtungsverhältnis eine Maximalleistung von 19,1 kW (26 PS) erreichte. Im selben Jahr wurde von Randfeder- auf Tellerfederkupplung umgestellt, Entlüftungsschlitze an der C-Säule angebracht und weitere Details geändert. Der Garantie-Zeitraum betrug ab 1969 10 000 km bzw. ein Jahr.
1971 gab es neue, auf Schienen geführte Sitze mit verstellbarer Rückenlehne, und die Fertigungsqualität von Zylinder, Kurbelwelle und Vergaser wurden verbessert. Außerdem wurde der Tank von 24 auf 26 Liter vergrößert, es gab einen dreistufigen Intervallschalter für den Scheibenwischer und weitere Verbesserungen. Ab 1972 war der Trabant auch mit Radialreifen erhältlich.
Ein nie gelöstes Problem war der große, vergleichsweise hochfrequente Geräuschpegel des luftgekühlten Zweitaktmotors, der mit der Leistungssteigerung 1969 noch größer wurde. 1970 wurden unter anderem mit geänderter Lüfterradform und einer Schallschluckhaube auf dem Motor Abmilderungen erreicht, ohne aber dieses grundsätzliche Manko des Trabants zu beseitigen. 1980 räumte das Werk ein, dass die Innengeräusche des Trabant an der oberen Grenze des gemäß TGL zulässigen liegen und die Außengeräusche die Grenzwerte sogar überschreiten. Doch selbst das führte nicht zu einem Umdenken.
Ein zweites großes Problem des Trabant war – wie bei anderen luftgekühlten Fahrzeugen mit kleinem Motor auch – seine schwache Heizung, was nicht nur den Komfort knapp hielt, sondern im Winterbetrieb auch ein Sicherheitsrisiko darstellte. Nachdem 1972 eine gewisse Verbesserung erreicht worden war, wurde Ende 1976 mit der Einbeziehung des Abgaskrümmers in die Heizung die Heizleistung endlich akzeptabel. Bei winterlichem Stadtbetrieb blieb sie jedoch weiterhin unbefriedigend, hinzu kamen Qualitätsmängel der Blechummantelung, die die Heizleistung bei späteren Fahrzeugen wieder verringerten.
Ungelöst blieb wiederum das Problem der Abgasbelastung insbesondere mit Kohlenwasserstoffen durch den Zweitaktmotor. Etwas Milderung brachte das Jahr 1974, als der Motor P65 (bzw. P66 für Hycomat) mit nadelgelagerten Pleuelbuchsen eingeführt wurde, sodass der Ölanteil im Kraftstoffgemisch von 1:33 auf 1:50 gesenkt werden konnte. Die Absenkung erfolgte mit ausreichenden Reserven, bis zu einem Gemisch von 1:66 wurden keine Beeinträchtigungen des Kolbentriebs festgestellt. Mit heutigen, hochwertigen Ölen lässt sich der Ölanteil weiter absenken. Weitere Änderungen im Jahr 1974 waren ein neues Armaturenbrett (außer an der Standard-Ausführung) und eine Warnblinkanlage. Außerdem wurden die Getriebeübersetzung und die Achsübersetzung geändert, die Höchstgeschwindigkeit verbesserte sich dabei auf 108 km/h.

### Modellpflege in den 1980er Jahren
1980 erhielt der Trabant neben eckigen Stoßstangen mit Kunststoffelementen eine Zweikreisbremse in TT-Aufteilung. Die Fachpresse bemerkte mit zynischem Unterton, dass es „ganz konzentrierter Anstrengungen“ bedurfte, um diesen Änderungsumfang zu verwirklichen, und drückte Bedauern darüber aus, dass wiederum kein größerer Entwicklungsschritt erfolgen konnte. Mit einer feueraluminierten Auspuffanlage sollte deren Haltbarkeit ab 1980 deutlich verlängert werden. Ab 1981 gab es neben Detailverbesserungen an Vergaser und Türschloss einen Heckscheibenwischer für den Kombi in der S de Luxe-Ausstattung, sowie eine Benzinhahn-Fernbedienung, sodass dieser nun bequem vom Fahrersitz aus erreichbar war. Äußerlich fallen ab 1981 die verwendeten Türgriffe aus schwarzem Kunststoff auf. Ebenfalls 1981 wurde die Mittelsäule (B-Säule) verstärkt, um den oberen Anlenkungspunkt der Gurte dorthin zu verlegen (bisher unterhalb des Fensters). Damit verbesserte sich auch die Crashsicherheit des Trabant, etwa bei Überschlägen.
Ab 1982 wurde der Trabant neben dem herkömmlichen Hycomat ab Werk auch als Versehrtenfahrzeug produziert. Dabei handelte es sich stets um die Kombi-Ausführung, die über die Hycomat-Variante der S de Luxe-Ausstattung hinausgehend einen höhenverstellbaren Fahrersitz, einen breiteren und klappbaren Beifahrersitz, einen rechten Außenspiegel, einen größeren Innenspiegel, Haltegriffe über den Türen und eine von außen abschließbare Beifahrertür hatte. Außerdem war das Fahrzeug so umgebaut, dass es komplett per Hand bedient werden konnte.
Für alle Modelle gab es ab 1982 einen neuen Vergaser 28 HB 4-1 mit stufenlos (unterdruckabhängig) beigemischter Zusatzlust, woraus sich eine Absenkung des Kraftstoffverbrauchs um 0,5 l/100 km ergab. Zu den Kuriositäten des Trabant zählte, dass er keine Tankanzeige hatte. Ab 1982 wurde im S de Luxe werksseitig eine Tankanzeige eingebaut, diese entfiel später aber wieder. Eine Warnblinkanlage erhielt die Standard-Ausführung erst ab 1982. Ebenfalls 1982 wurde ein neues Vierspeichen-Lenkrad für die gehobeneren Ausstattungsvarianten eingeführt.
1984 wurde die Bordelektrik von 6 auf 12 Volt mit neuer Drehstromlichtmaschine (500 W) umgestellt. Zur gleichen Zeit kam der zweistufige Vergaser 28 H 1-1 (BVF) mit Druckpunkt im Gaspedal, der eine Absenkung des Kraftstoffverbrauchs um etwa 1 l/100 km ergab. Parallel wurde eine Kraftstoff-Momentanverbrauchsanzeige (KMVA) eingeführt. 1985 wurde die wartungsintensive Unterbrecherzündung durch eine Transistorzündanlage ESE-2H ersetzt. Die drehzahlabhängige Zündverstellung arbeitete weiterhin mechanisch, und die Motorlast wurde weiterhin nicht berücksichtigt (keine Kennfeldzündung). 1988 wurde im Zuge der Entwicklung des Trabant 1.1 eine schraubengefederte Hinterachse auch am Typ 601 eingeführt. Bis 1988 wurden am Trabant 601 insgesamt 326 Serienänderungen und 156 Karosserieveränderungen vorgenommen.
Anfang 1989 sahen die Beschlüsse der Staatsführung vor, dass der Trabant 601 noch bis 1994 parallel zum Trabant 1.1 produziert werden sollte. Für 1995/96 war die Umsetzung einer neuen Karosserie für den Trabant vorgesehen. Mit der politischen Wende änderte sich die Situation schlagartig, die Produktion des 601 wurde etwa zeitgleich mit der Währungsunion im Juli 1990 eingestellt.

## Produktionsbedingungen
Das Ausbleiben neuer Trabant-Modelle täuscht etwas darüber hinweg, dass sich der Produktionsprozess stellenweise durchaus modernisierte. Im Lackier- und Schweißprozess wurden im Laufe der 1970er Jahre besonders eintönige und gesundheitsschädigende Arbeiten durch den Einsatz von Robotern automatisiert. Bis 1979 wurde der Automatisierungsgrad der Bodenschweißstraße von 28 auf 82 Prozent erhöht, und 1500 der 4000 Punktschweißverbindungen am Trabant wurden durch Vielpunktschweißananlagen oder Roboter vollzogen. Ab 1978 wurde sogar der Decklack größtenteils automatisiert aufgetragen, was auch international seinerzeit noch nicht üblich war. Die Roboter mussten wegen unzureichender Folgeinvestitionen jedoch in der zweiten Hälfte der 1980er Jahre teilweise wieder abgebaut werden, sodass in der Wende-Zeit öfters auch wieder manuelles Auftragen des Decklacks vonnöten war.
Insgesamt litten Produktion und Innovation unter viel zu niedrigen Verkaufspreisen des Endprodukts bei gleichzeitig steigenden Löhnen der Werktätigen und einer viel zu geringen Investitionsquote. Nach Ansicht des Automobilhistorikers Peter Kirchberg seien die Pressen für die Duroplastteile in den 1980er Jahren derart verschlissen gewesen, dass bald mit einem Zusammenbruch der Produktion gerechnet werden musste. Jedenfalls erhöhte sich hierbei die Ausschussrate, es kam wiederholt zu Produktionsunterbrechungen und die Beschäftigten neigten wegen der belastenden Arbeit zum Kündigen (hohe Arbeitskräftefluktuation). Überhaupt fehlte es ständig an Arbeitskräften. Der hohe Arbeitskräftebedarf lag auch darin begründet, dass in der DDR dem sozialistischen Ideal entsprechend eine andere Vorstellung davon vorherrschte, wie Erfolg menschlicher Arbeit zu messen sei. Nicht nur die Arbeit selbst, sondern auch gesellschaftliches Engagement sollte dabei eine Rolle spielen. Dies sollte eigentlich ehrenamtlich erfolgen, aber eine betriebsinterne Analyse von 1987 ergab, dass die gesellschaftlichen Tätigkeiten auch etwa 11 % der Arbeitszeit in der Trabantproduktion beanspruchten. Um den Personalmangel abzumildern, unterstützen ab 1981 mehr als 700 Vietnamesen mit ihrer Arbeitskraft die Produktion. Dennoch wurde in der zweiten Hälfte der 1980er Jahre nur noch an 47 % der Arbeitstage der Plan erfüllt. Dies hatte Überstunden und zusätzliche Wochenendarbeit zufolge, um das Defizit aufzuholen.
Tatsächlich gelang trotz dieser Herausforderungen die Inbetriebnahme einer neuen Fabrik in Mosel im Jahr 1981, wo komplette Gelenkwellen unter anderem für den Trabant produziert wurden. Auch erfolgte die Errichtung eines neuen Lackier- und Endmontage-Werks an demselben Standort (das aber erst 1990 in Betrieb ging). Hinzu kamen ab 1984 die tiefgreifenden Serienvorbereitungen des Nachfolgetyps Trabant 1.1, der bei äußerlich kaum veränderter Erscheinung eine ganz andere, modernere Technik und in vielen Bereichen Fertigungsqualität auf VW-Niveau erforderte. Dies bedeutete einen enormen Investitionsaufwand, der aber anders als bei früheren Innovationsversuchen dieses Mal nicht zum politischen Abbruch des Vorhabens führte. Parallel dazu konnte vor allem Mitte der 1980er Jahre die Jahresstückzahl des Trabant 601 noch einmal erheblich gesteigert werden auf zuletzt gut 145.000 Fahrzeuge pro Jahr. An den extrem langen Wartezeiten auf einen neuen Trabant konnte aber auch das nichts ändern. Vorgesehen war, die Trabant-Stückzahl noch auf 175.000 zu erhöhen, im Zuge der politischen Wende kam es dazu aber nicht mehr.

## Galerie

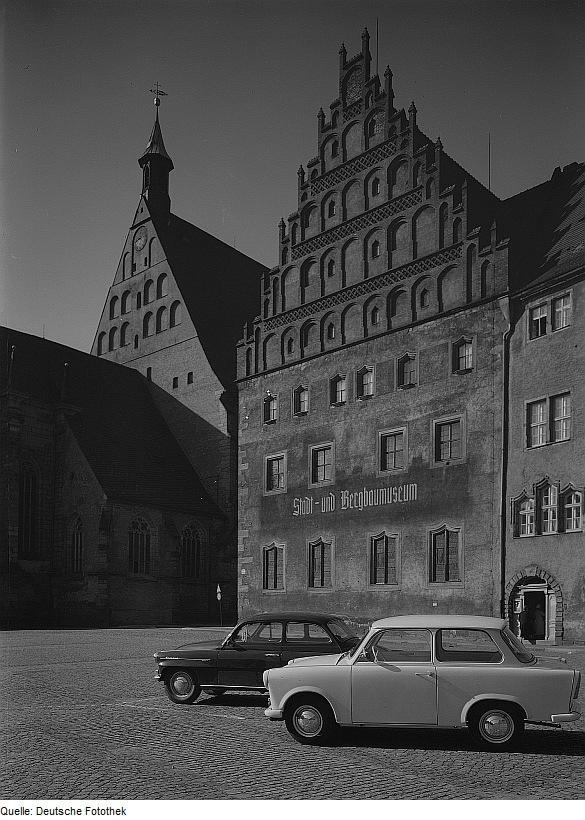
Zu Produktionsbeginn waren die Formen des Trabant 601 durchaus modern (hier 1964 in Freiberg)
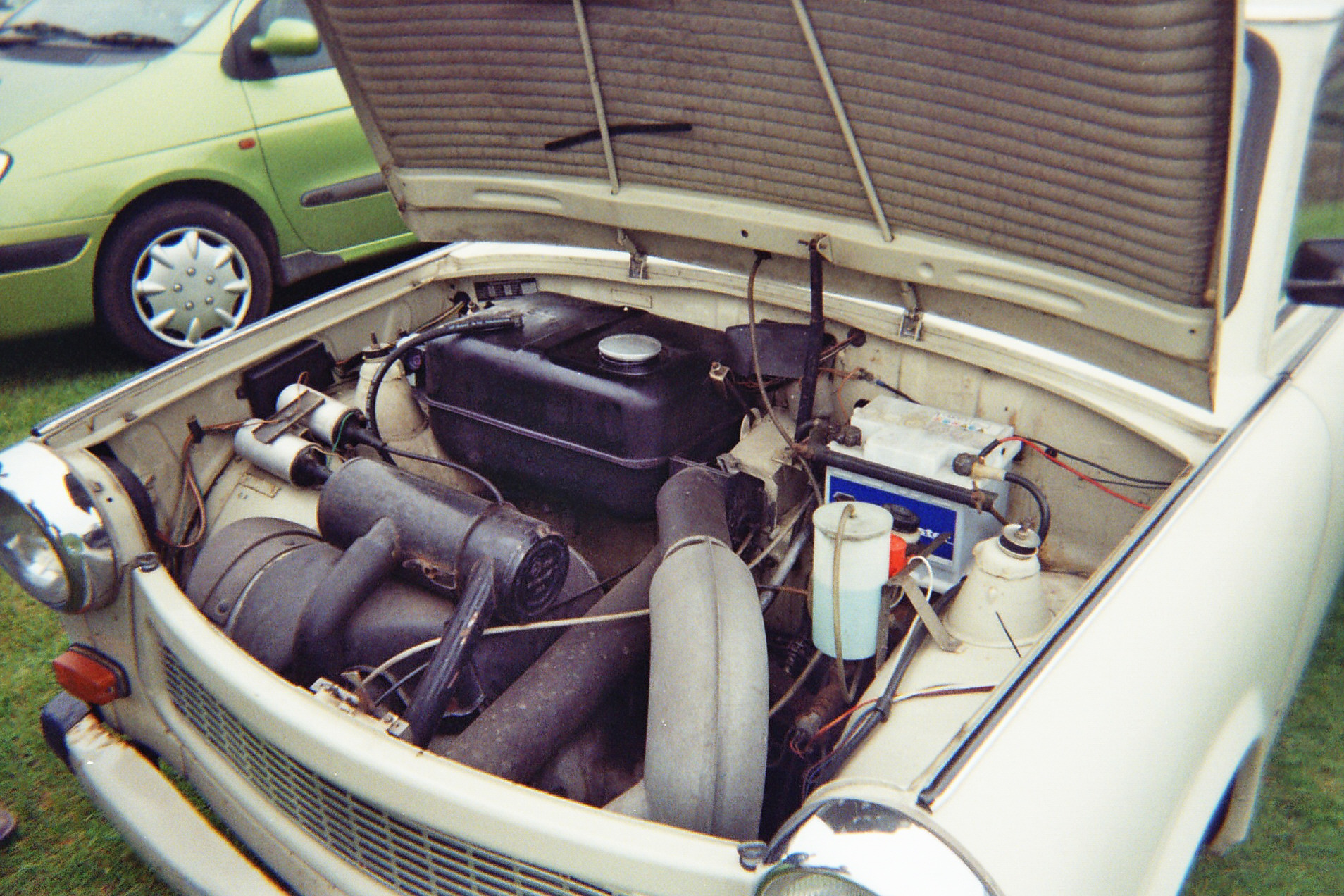
Motorraum des Trabant 601 mit 12 V-Anlage und Tankpeilstab hinter der linken Motorhaubenstrebe
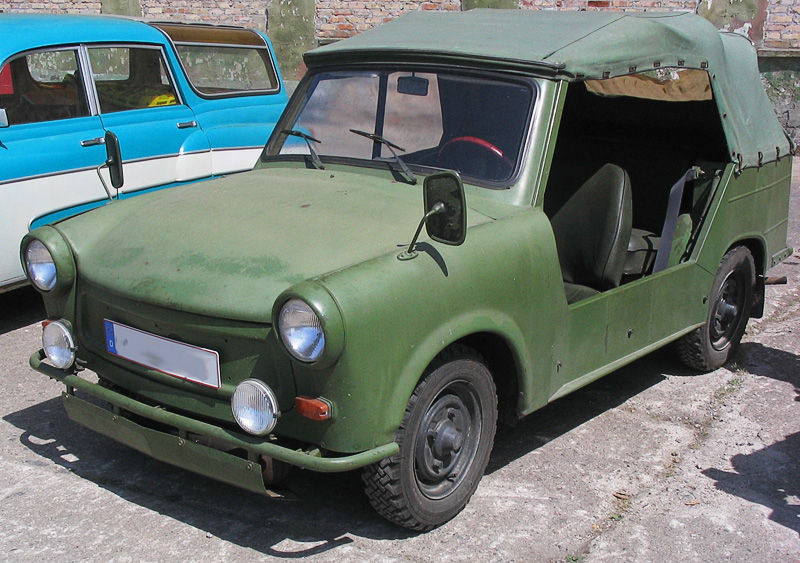
Trabant 601 Kübel
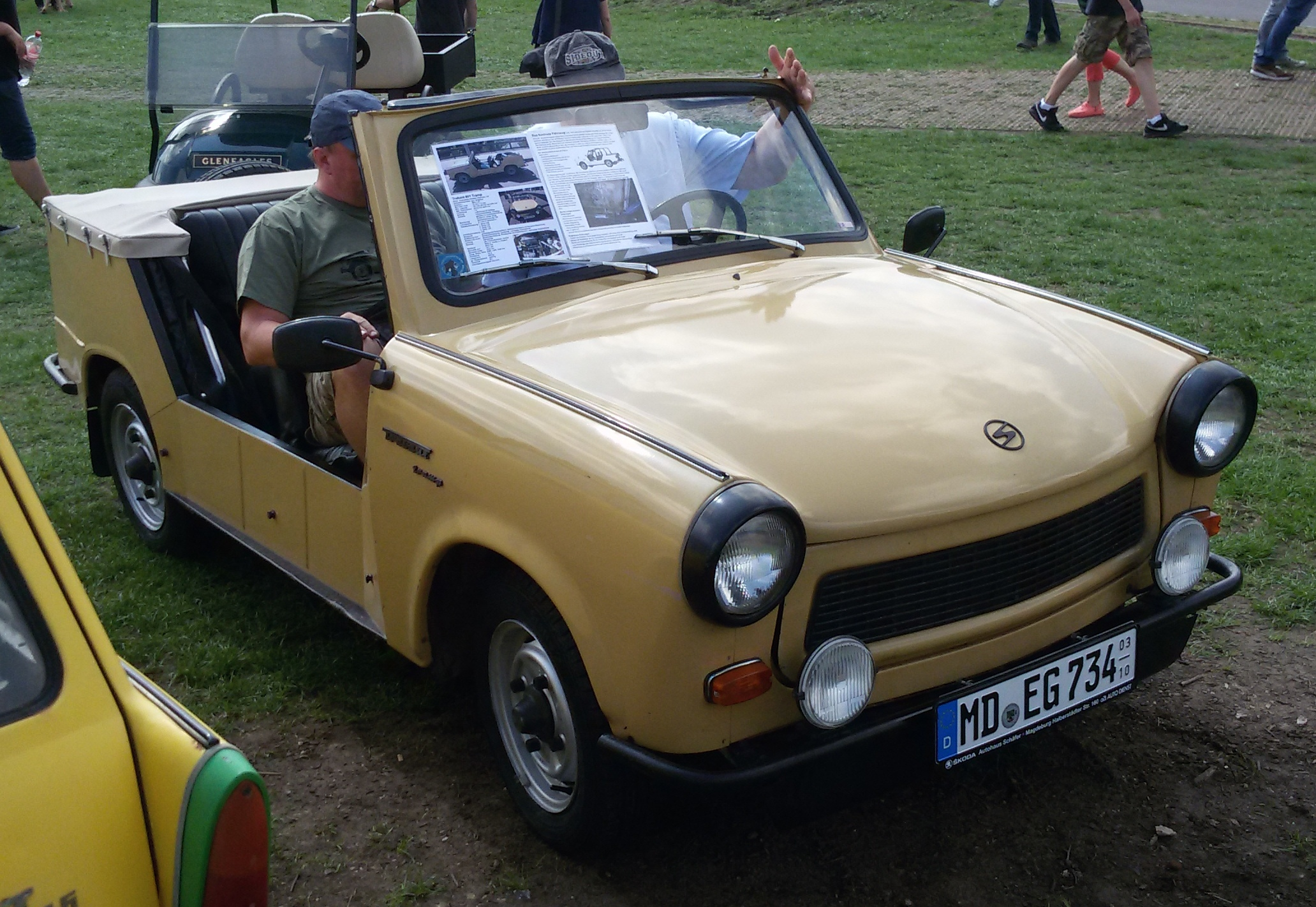
Trabant 601 Tramp
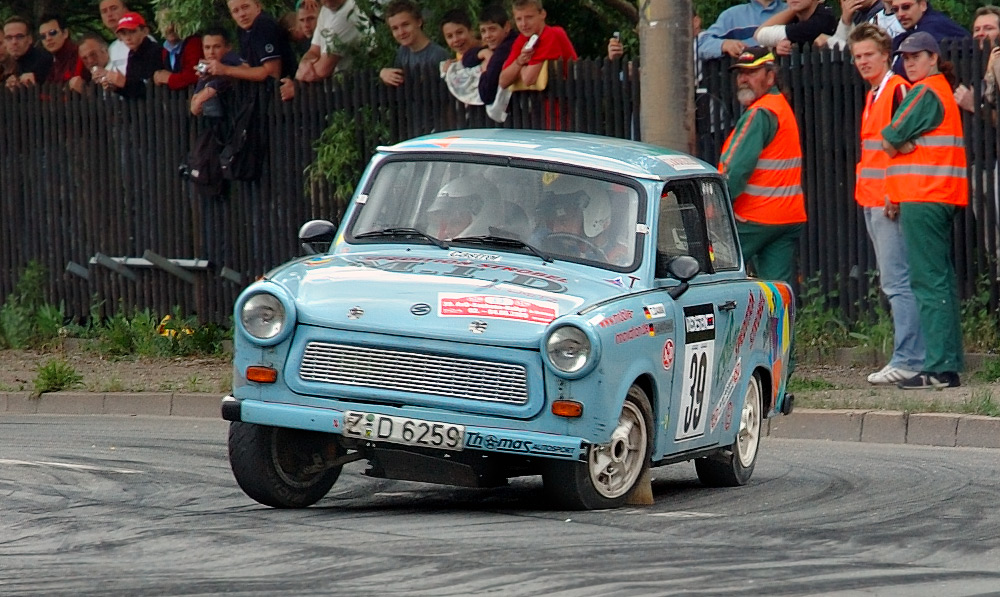
Trabant 601 im Rallye-Einsatz
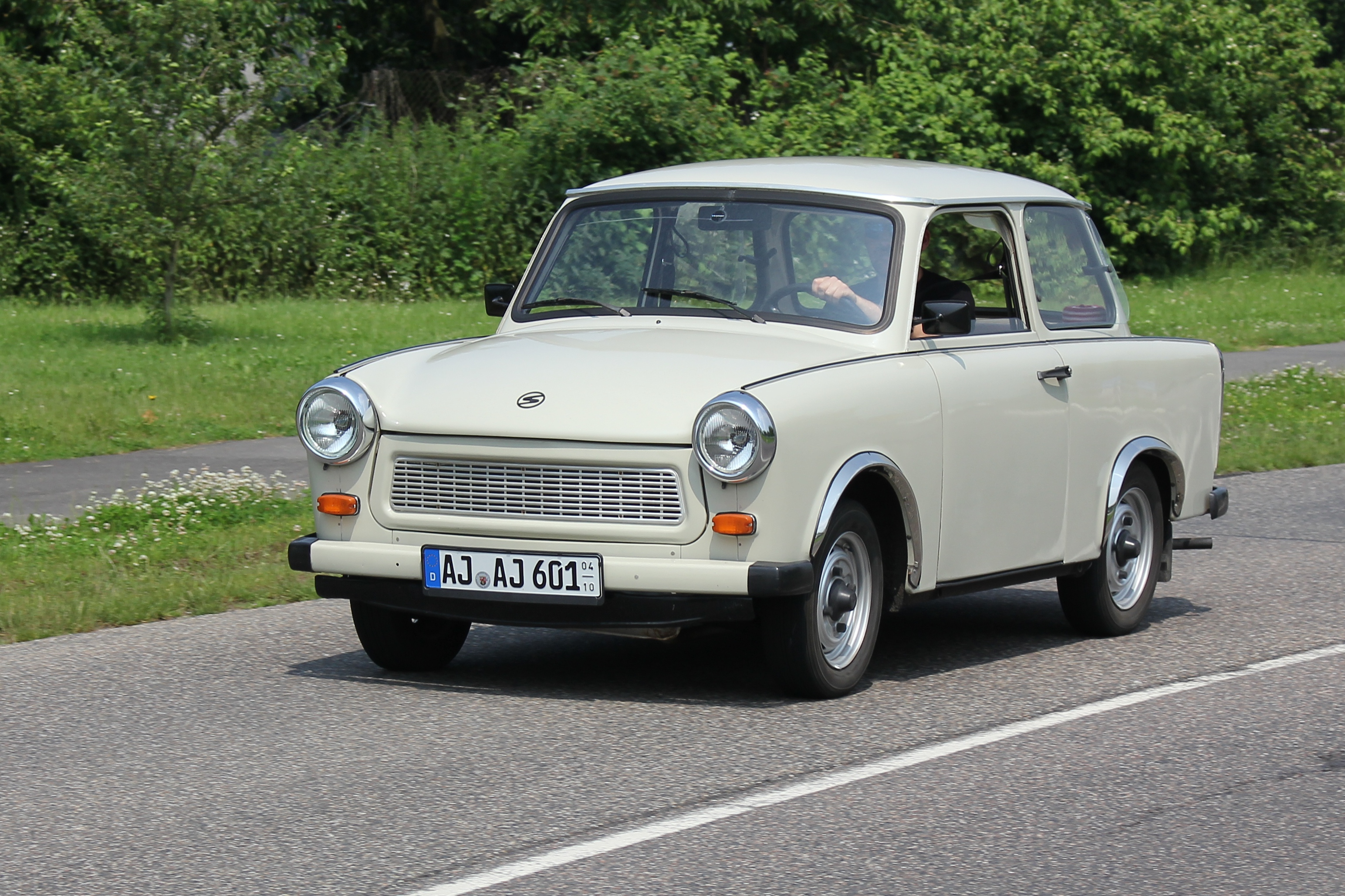
Verchromte Lampenringe und verchromte Radläufe waren als Zubehör erhältlich, aber nicht original ab Werk
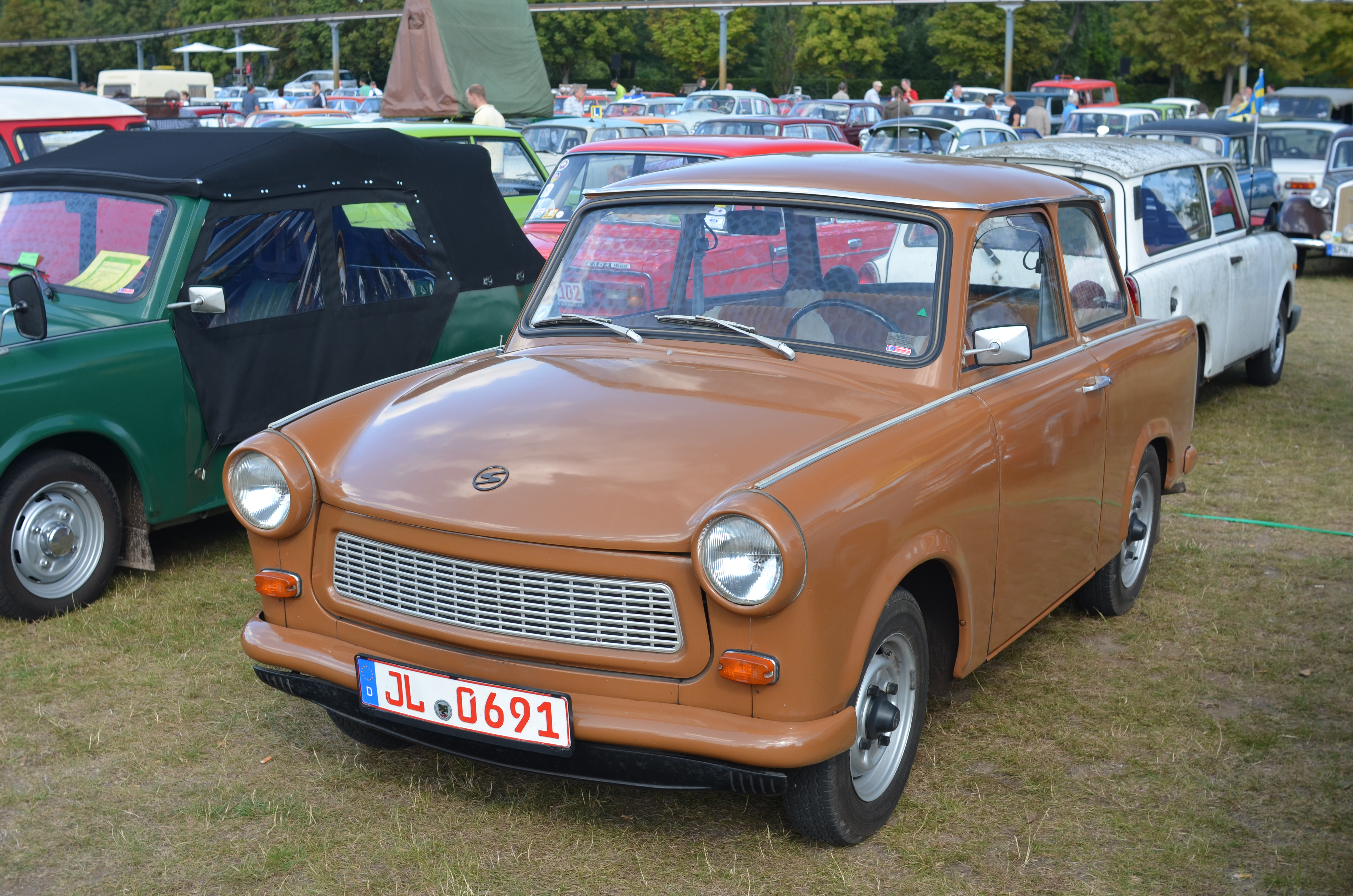
Das Farbprogramm beinhaltete vorwiegend Pastellfarben, in den 1970er Jahren waren jedoch auch kräftige Farbtöne erhältlich (hier biberbraun)
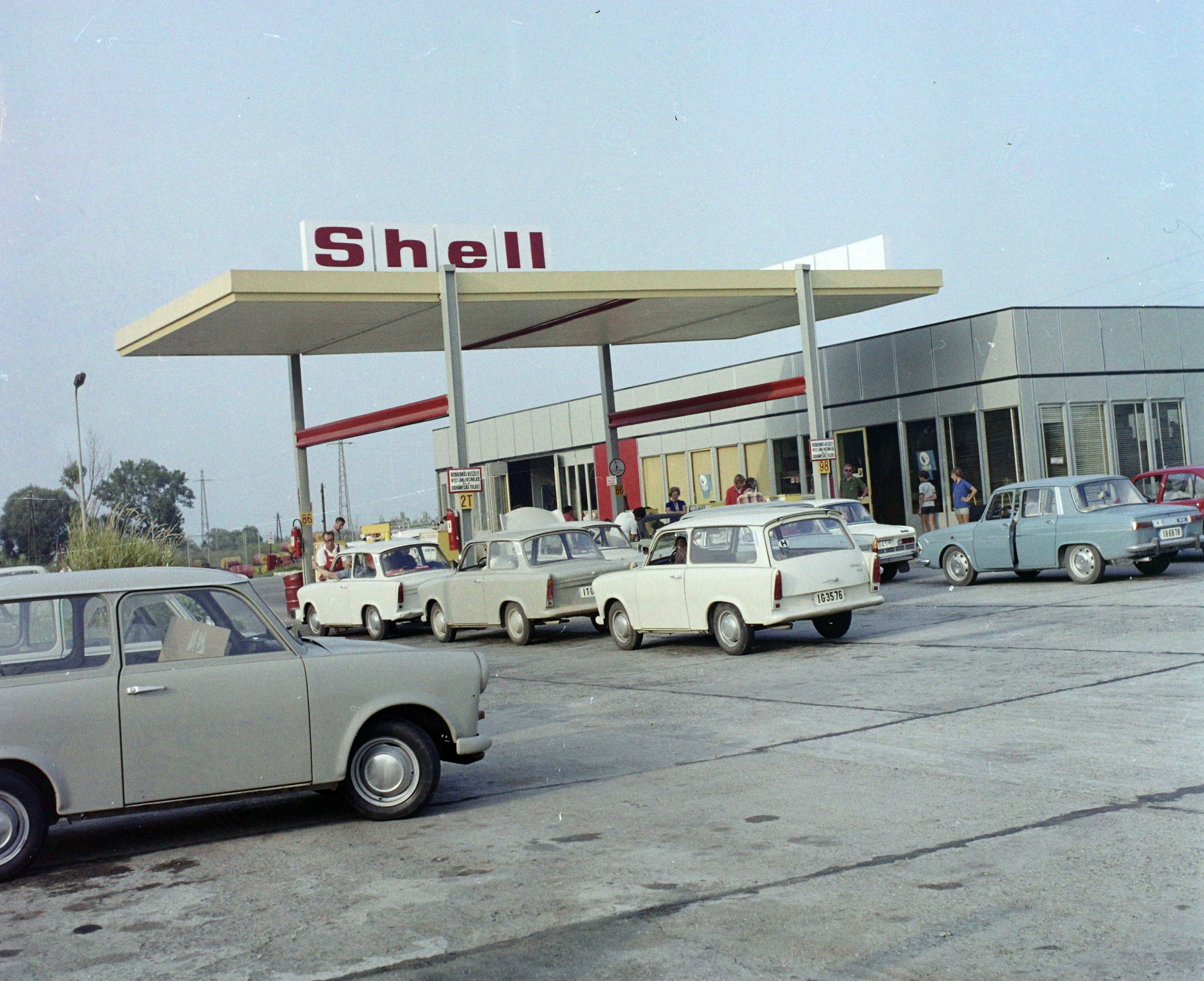
Ein wichtiger Importeur des Trabants war Ungarn (hier 1973 in Veszprém)
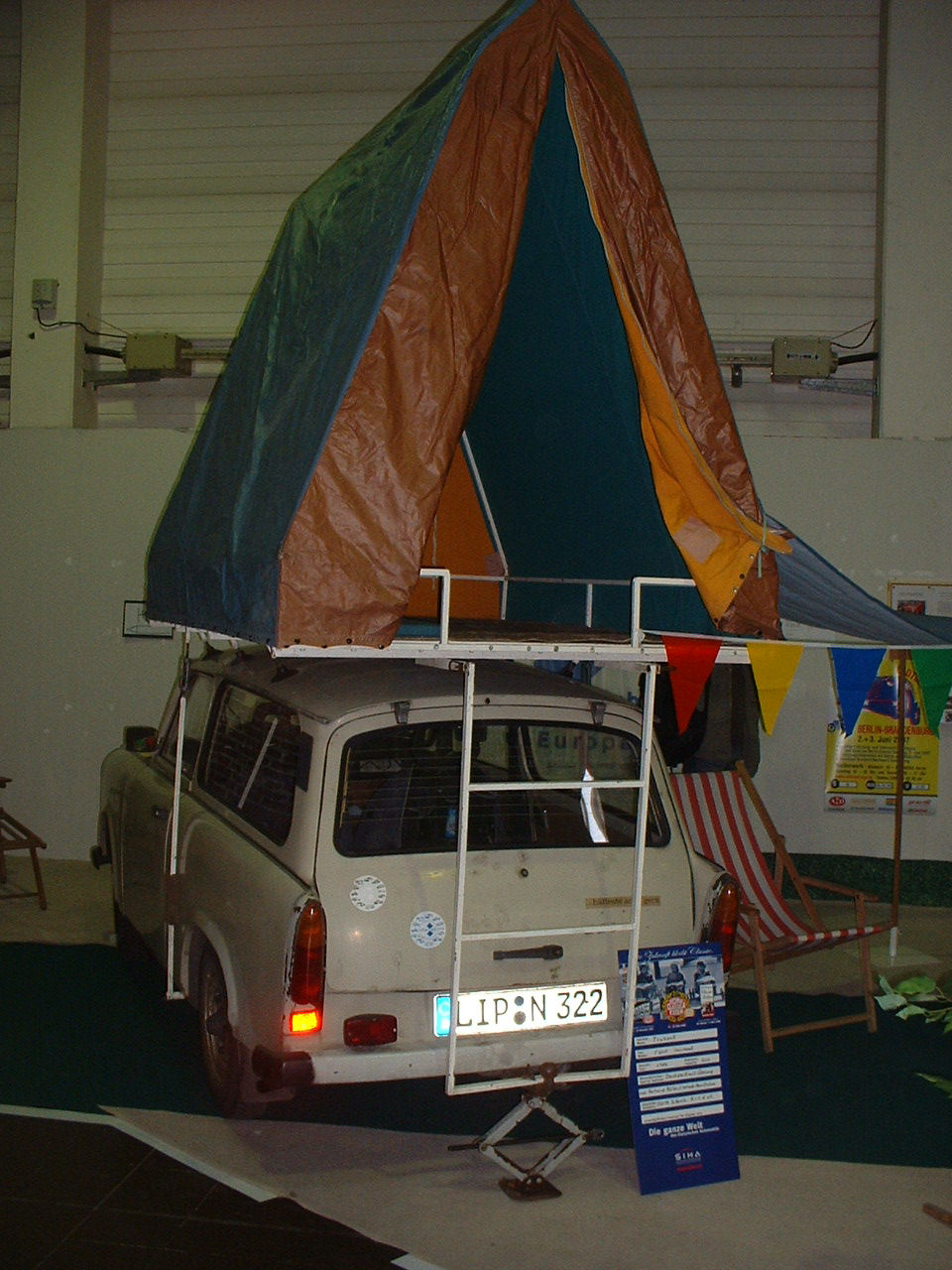
Zur Campingausrüstung des Trabant 601 zählte neben Klappfix und QEK Junior das hier gezeigte Dachzelt
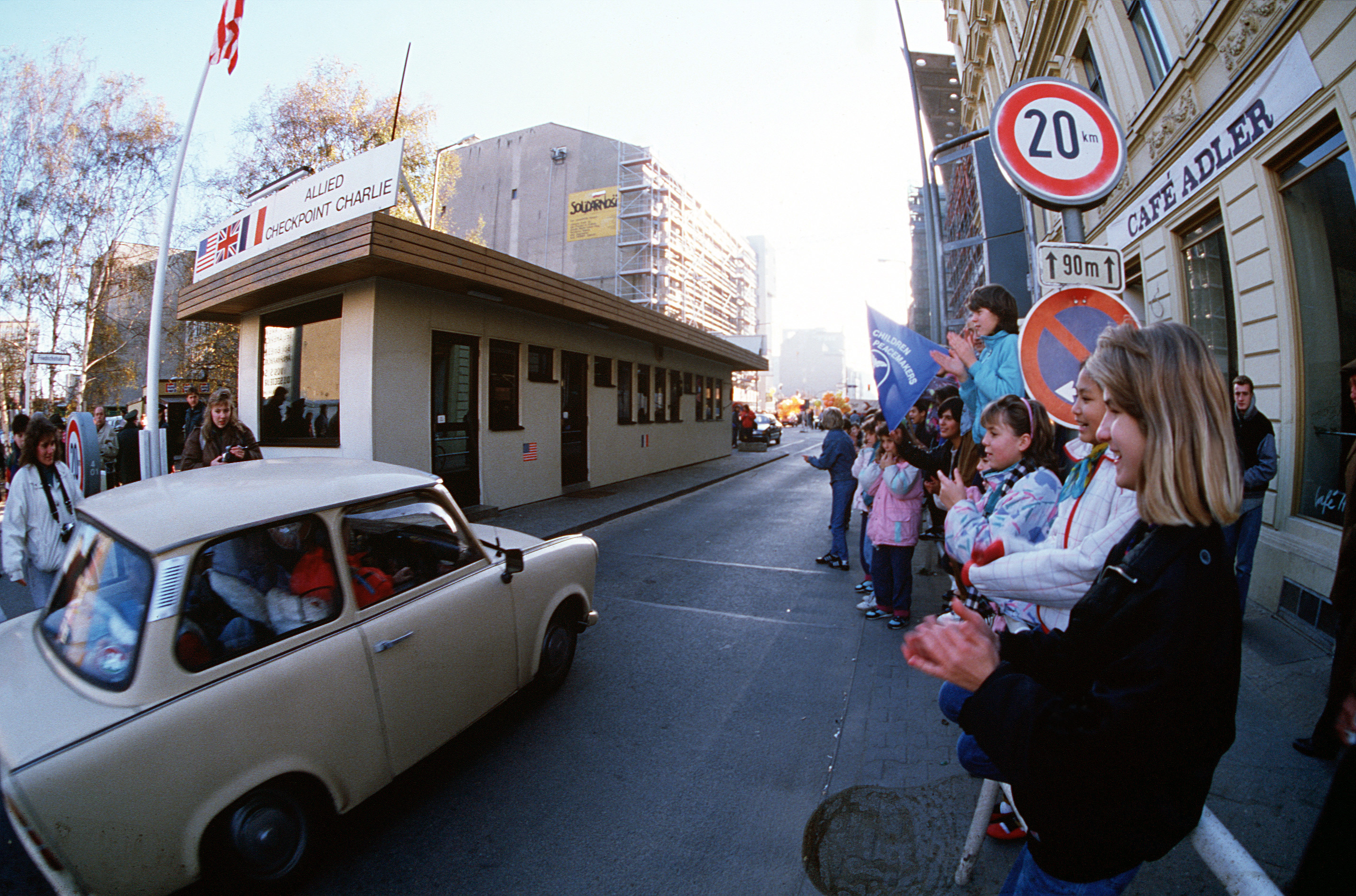
Trabant 601 am Checkpoint Charlie, November 1989
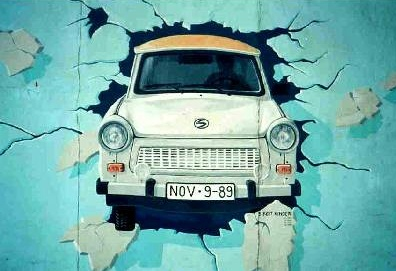
Bis heute wird der Fall der Mauer symbolisch mit dem Trabant 601 in Verbindung gebracht.
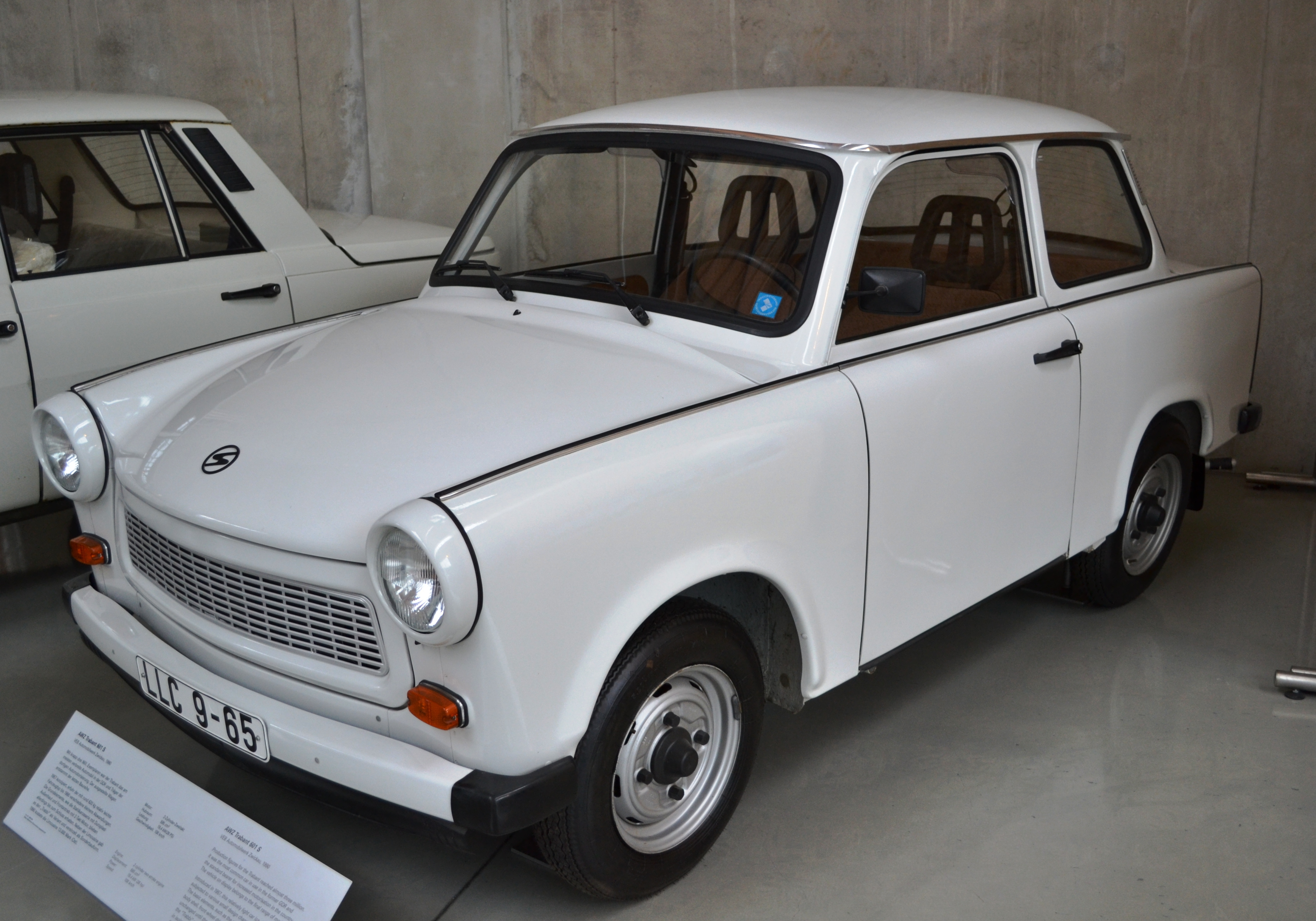
Ein original erhaltener Trabant 601 aus dem letzten Produktionsjahr 1990 (Lackierung: togaweiß).
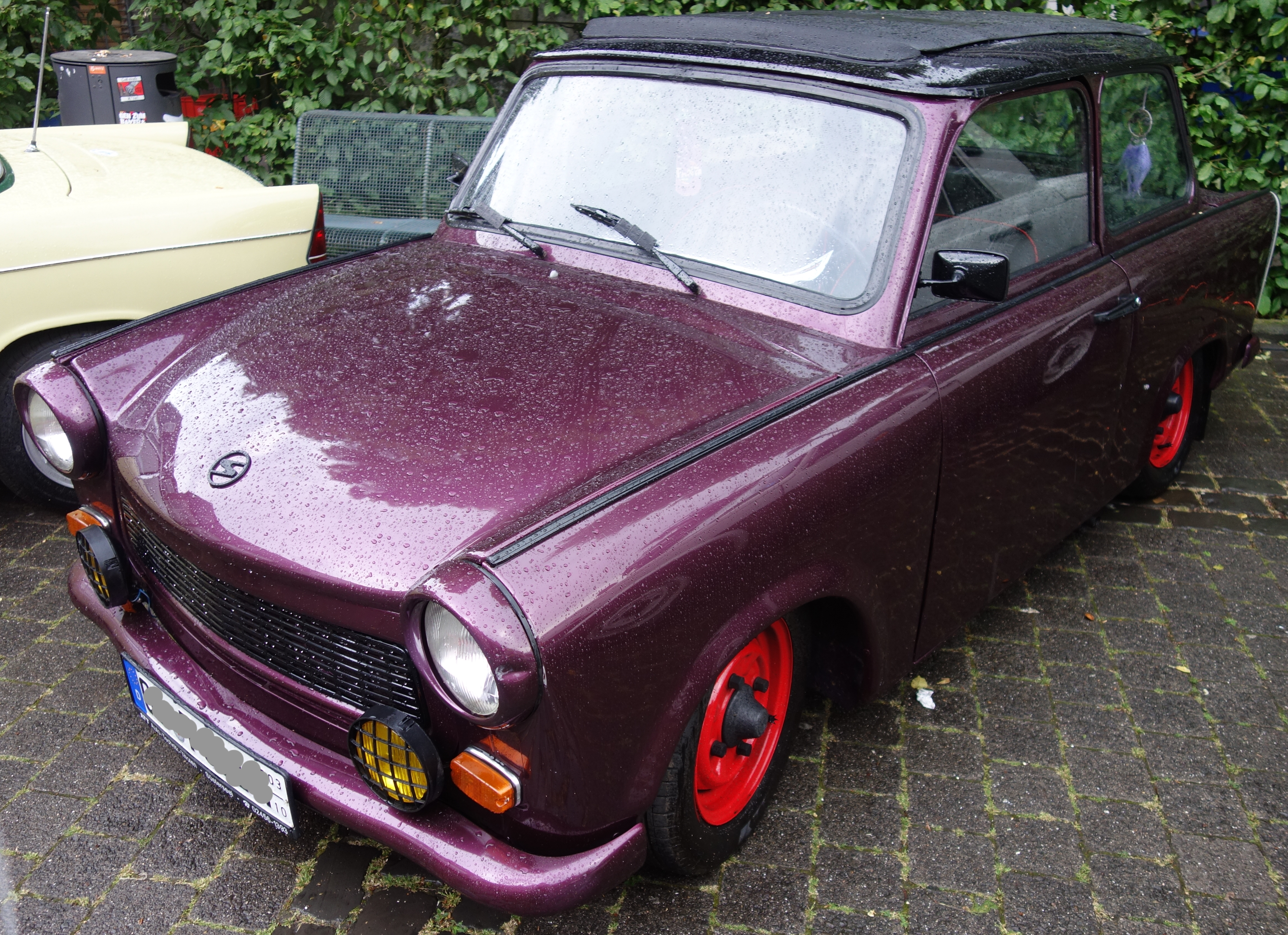
Vor allem in den 1990er Jahren wurden alte Trabant optisch aufgepeppt – hier ein lilafarbener Trabant 601 mit Faltdach

## Technik

### Fahrzeugbeschreibung

#### Karosserie, Korrosionsschutz und Lackierung
Der Trabant hat eine selbsttragende Karosserie. Der Korrosionsschutz war für damalige Verhältnisse vergleichsweise gut: Der Plattformrahmen war mit dem zinkphosphatierten Stahlblechgerippe der Karosserie verschweißt. Dieses Gerippe war mit völlig korrosionsbeständigen Duroplastkarosserieschalen beplankt. Ab etwa 1970 wurden die Längsschweller und die vordere Trägerpartie werksseitig mit Bitumen ausgespritzt, der Unterboden erhielt werksseitig eine Aufspritzung des Dauerbodenschutzmittels Ubotex 85. Ab 1975 wurden zudem die Türunterkanten und andere Bereiche mit Zinkstaubgrundierung versehen, weitere kritische Karosseriekanten wie das Blechprofil an der Kofferklappe wurden sendzimir-verzinkt.
Der Trabant war stets in einer Auswahl unterschiedlicher Farben erhältlich, und durch farblich abgesetzte Dachlackierungen ergab sich eine Vielfalt möglicher Farbkombinationen. Zudem wechselte das Farbprogramm regelmäßig. Das änderte jedoch nichts daran, dass der überwiegende Teil der ausgelieferten Trabant in hellen Grautönen lackiert wurde, in den 1980er Jahren war dies vor allem ein braunstichiges Grau, das als „Papyrusweiß“ bezeichnet wurde. Das hing nicht nur mit den Wünschen der Kunden zusammen, sondern hatte auch betriebliche Gründe. So konnten beispielsweise im Jahr 1976 aus Gründen der Farbbereitstellung nur 15–20 % der Fahrzeuge in den damals neuen Lackierungen Neptunblau, Persisch-Orange und Delphingrau lackiert werden. Einige Farben wie Korallrot gab es nur als Dachlackierung. Metallic-Lackierungen waren am Trabant ab Werk generell nicht erhältlich. Die meisten Fahrzeuge wurden in „leichten“ Pastelltönen lackiert. In der zweiten Hälfte der 1970er Jahre und 1990 wurden auch sehr kräftige Farben verwendet. Einer Aufstellung von 1978 zufolge schlüsselte sich die Farbgebung den Käuferwünschen entsprechend wie folgt auf, wobei die restlichen 4 Prozent als sonstige, noch seltener gewählte Farbkombinationen zu sehen sind:
| Einfarbig       | Ausgelieferte Farben 1978 (in Prozent) | Zweifarbig Karosserie/Dach  | Ausgelieferte Farben 1978 (in Prozent) |
| --------------- | -------------------------------------- | --------------------------- | -------------------------------------- |
| Pastellweiß     | 30                                     | Pastellweiß/Biberbraun      | 3                                      |
| Delphingrau     | 22                                     | Pastellweiß/Olivgrün        | 2                                      |
| Biberbraun      | 12                                     | Delphingrau/Persisch-Orange | 2                                      |
| Cliffgrün       | 10                                     | Biberbraun/Persisch-Orange  | 2                                      |
| Pastellblau     | 2                                      | Biberbraun/Pastellweiß      | 2                                      |
| Neptunblau      | 1                                      | Delphingrau/Biberbraun      | 2                                      |
| Persisch-Orange | 1                                      | Cliffgrün/Delphingrau       | 2                                      |
|                 |                                        | Cliffgrün/Pastellweiß       | 1                                      |
|                 |                                        | Pastellweiß/Pastellblau     | 1                                      |
|                 |                                        | Pastellweiß/Neptunblau      | 1                                      |

#### Fahrwerk
Der Trabant hat Einzelradaufhängung. Die Vorderräder sind oben an einer Querblattfeder und unten an Querlenkern aufgehängt, womit die Blattfeder selbst die Funktion eines Querlenkers einnimmt. Ähnliche Konstruktionen gab es im Wartburg 311, Panhard 24 und Ford P4. Die Vorderräder älterer Modelle werden über Scharniergelenkwellen mit Gleitsteinen angetrieben. 1984 stellte IFA auf Gelenkwellen mit Tripode-Innengelenk um, einem Gleichlaufgelenk. Hinten ist eine Schräglenkerachse (in der DDR teilweise als „Schrägpendelachse“ bezeichnet) mit gummigelagerten dreieckförmigen Schwingen und Querblattfedern eingebaut. Fahrzeuge ab April 1988 haben Schraubenfedern an der Hinterachse. Durch die stärkeren Federdome ist die Rücksitzbank hier weiter vorn angeordnet, was den ohnehin knappen Knie-Raum im Fond weiter beschränkte. Gedämpft werden die Räder mit Teleskopstoßdämpfern. Die Bremsanlage ist eine hydraulische Zweikreisbremse (ab 1980) mit Bremstrommeln, deren Durchmesser 200 mm beträgt. Die Handbremse des Trabants wirkt mechanisch auf die Hinterräder. Die 13-Zoll-Standardbereifung hat die Dimension 5,2-13 oder 145 SR 13. Als Lenkung dient eine Zahnstangenlenkung.

#### Antrieb
Der Motor des Trabants ist ein luftgekühlter Zweizylinder-Zweitakt-Ottomotor mit Einlassdrehschieber und 594,5 cm³ Hubraum. Er ist quer zur Fahrtrichtung vorn eingebaut, hat eine dreifach gelagerte Kurbelwelle und nadelgelagerte Pleuel (ab 1974). Er wird durch Gemischschmierung im Verhältnis 1:50 (bis 1973: 1:33) geschmiert und von einem keilriemengetriebenen Axialgebläse luftgekühlt. Die Kraft übertrug eine Einscheibentrockenkupplung und ein 4-Gang-Getriebe mit Krückstockschaltung und nicht-sperrbarem Freilauf im vierten Gang auf die Vorderräder. Der Kraftstofftank ist im Motorraum eingebaut, eine Benzinpumpe entfällt wegen des Fallbenzinsystems. Abhängig vom Baujahr werden unterschiedliche Vergasertypen verwendet. Als Zündanlage dient die elektronische Batteriezündanlage des Typs EBZA-2 H. (vor 1985: Unterbrecherzündung).

#### Elektrik
Die 6-Volt-Anlagen haben eine Gleichstrom-Lichtmaschine mit 220 W Leistung, einen Blei-Säure-Akkumulator 6 V / 56 Ah und Scheinwerfer (Lichtaustrittsdurchmesser von 170 mm) mit Zweifaden-Glühlampen („Bilux“), 40/45 W. 1984 wurde auf eine Drehstromlichtmaschine, 12 V Bordspannung und H4-Scheinwerfer umgestellt.

#### Abgasbelastung und Kraftstoffverbrauch

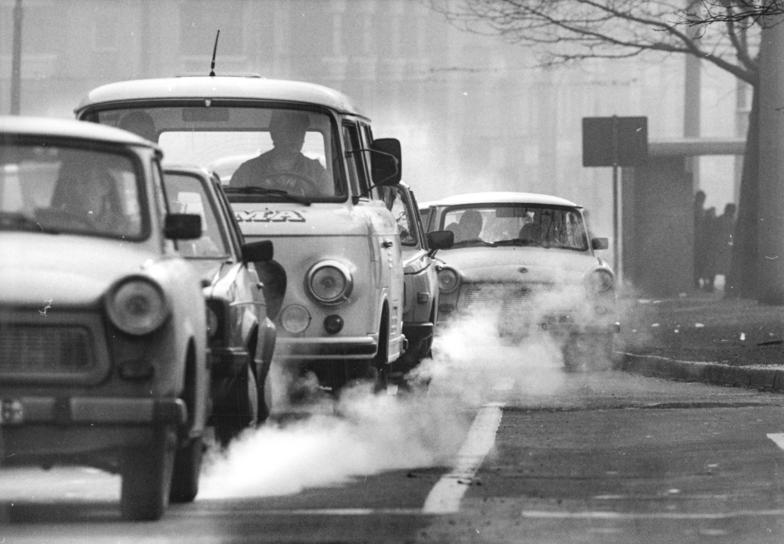
Vor allem in der kalten Jahreszeit auffallende Abgasfahnen von Trabant, VW Golf, Wartburg und Barkas

Die deutlich sicht- und riechbaren Kohlenwasserstoffe (Aerosole, sekundäre Aerosole aus Aromaten sowie Frischgasverluste inkl. Benzol) werden beim Trabant 601 etwa 30-mal so stark emittiert wie bei einem vergleichbaren Viertaktmotor. In den 1970er Jahren wurde in der DDR zwar Benzo(a)pyren als Indikator für krebserregende, polyzyklische aromatische Kohlenwasserstoffe in Abgasen von Kraftfahrzeugen entwickelt, jedoch ohne gesetzliche Grenzwerte dafür festzulegen. Damalige Messungen ergaben, dass an Verkehrsschwerpunkten der DDR Benzo(a)pyren-Konzentrationen von 2 µg/100 m3 auftreten konnten, wobei der von der Sowjetunion herausgegebene MIK-Wert bei 0,1 µg/100 m3 lag. Um den hohen Ausstoß an Kohlenwasserstoffen zu verringern, wurde die Verwendung einer Kraftstoffeinspritzung anstatt des Vergasers diskutiert, dazu kam es jedoch nicht mehr.
Von den weder sicht- noch riechbaren Stickoxiden (NOx) emittiert der Trabant dank der niedrigeren Verbrennungstemperatur nur ein Zehntel im Vergleich zu einem ähnlich kleinen Viertaktmotor ohne Katalysator. Auch die Kohlenmonoxid-Emission (CO) liegt niedriger als bei damaligen Viertaktmotoren. Beispielsweise lassen sich am Zweitaktmotor des Wartburg 353 problemlos Werte von 0,5 bis 1,0 Vol% CO im Leerlauf am Vergaser einstellen, in der Werkseinstellung waren es 1,5 bis 2,0 Vol%. Für den Trabant 601 war ein einwandfreier Motorlauf ab 2,5 Vol% CO zu erreichen, und auch in der DDR galt ab Sommer 1971 durch das Landeskulturgesetz die Begrenzung der CO-Emissionen im Leerlauf auf den damals auch in der Bundesrepublik Deutschland eingeführten Grenzwert von 4,5 Vol-%.
In Westdeutschland kamen ab 1985 Abgaskatalysatoren auf, diese verringerten die Abgasemissionen stark und beim Drei-Wege-Katalysator sogar von CO, NOx und Kohlenwasserstoffen gleichzeitig. In den Jahren der politischen Wende gab es daher zahlreiche Bemühungen, einen Abgaskatalysator auch für den Trabant 601 zu entwickeln. Wegen des unwirtschaftlichen Preises und ihrer technischen Unausgereiftheit wurden solche Zweitakt-Kats jedoch kaum eingebaut.
Grundsätzlich hatte der Trabant, wie die meisten Fahrzeuge mit Zweitaktmotor, gemessen an seiner Motorleistung einen recht hohen Kraftstoffverbrauch. Durch verschiedene Maßnahmen konnte dieser in den 1980er Jahren von 8 auf 6,9 l/100 km abgesenkt werden. Jan Tuček gibt den Kraftstoffverbrauch des Trabant 601 mit 7–9 Liter pro 100 km an. Eine außergewöhnlich große Abgasbelastung stellte sich mitunter ein, wenn Trabantfahrer es versäumten, den manuell zu betätigenden Choke zu schließen oder dem Kraftstoff übermäßig viel Öl beimengten. Derartige, seinerzeit sehr verbreitete Gewohnheiten trieben die Abgasbelastung noch weiter in die Höhe. Schließlich bewirkten die in der DDR erhältlichen minderwertigen Öle aus sowjetischen Importen oder auf Braunkohleschwelteer-Basis einen besonders stechenden Abgasgeruch. Mit heutigen vollsynthetischen Ölen lässt sich ein Trabant mit wesentlich geringerer Emission von Kohlenwasserstoffen und anderen Schadstoffen betreiben und kommt auch mit geringerem Ölgehalt im Kraftstoff aus.

#### Crashtests
Bereits bei der Entwicklung des Autos wurden Versuche zur Erprobung der Duroplastkarosse durchgeführt. Dazu stürzte man Trabant 601 einen Abhang hinunter und ließ sie sich mehrmals überschlagen. Das Ergebnis war zufriedenstellend; ein solches Probefahrzeug war nach diesem Test sogar noch aus eigener Kraft fahrfähig. Durch den Beitritt der DDR in die ECE wurden 1973 ECE-genormte Crashtests durchgeführt. Beim Frontalaufprall mit 52,6 km/h (anstatt 48,3 km/h laut ECE-Norm) verformten sich Fahrgastzelle und Türen nur unwesentlich, sämtliche Scheiben blieben in ihren Fassungen und die horizontale Verlagerung der Lenksäule blieb mit 6,3 cm unter dem ECE-Grenzwert von 12,7 cm. Bis zum Jahr 1980 wurde im Sachsenring-Werk eine Prüfanlage eingerichtet, um alle ECE-relevanten Aufpralluntersuchungen durchführen zu können. Diese fanden teilweise auch öffentlich statt. Die Untersuchungen mündeten zum Teil in Serienverbesserungen, beispielsweise wurde 1981 die B-Säule verstärkt.
1990/1991 wurde, vor allem von westdeutschen Politikern ausgehend, viel über die Sicherheit des Trabants debattiert, die möglicherweise derart unzumutbar sei, dass er schnellstens aus dem Verkehr gezogen werden müsse. Crashtests der Allianz sorgten schließlich für Klarheit. Der Trabant 601 verformt sich bei einem Frontalaufprall nicht stärker als ein VW Polo I und steht selbst im Vergleich zum Golf II gut da. Die Stabilität der Fahrgastzelle entspricht den internationalen Vorschriften und resultiert nicht zuletzt daraus, dass die Kunststoffteile beim Aufprall wegsplittern, anstatt in die Fahrgastzelle aus Stahl gedrückt zu werden. Dieser scheinbare Vorteil bringt jedoch auch den Nachteil mit sich, dass die Bewegungsenergie weniger in Verformungsenergie umgewandelt wird, so dass sie direkter auf die Insassen des Fahrzeugs einwirken kann. Daraus ergeben sich überdurchschnittlich hohe Werte in der Kopfbeschleunigung (über 100g). Umso wichtiger sind im Trabant Kopfstützen, die jedoch erst ab Mitte der 1980er Jahre zur Ausstattung wenigstens der Vordersitze zählten. Hinzu kommt als weiterer Schwachpunkt die starre, in den Innenraum eindringende Lenksäule. Ferner bergen die zweitürige Duroplastkarosserie (Entzündungstemperatur: 800 °C) und der vorn eingebaute Tank ein erhöhtes Risiko für und bei Fahrzeugbränden.

### Technische Daten
| Modellvariante           | Technische Daten 1964 bis 1969                                           | Technische Daten 1964 bis 1969                                           | Technische Daten 1969 bis 1990                                                   | Technische Daten 1969 bis 1990                                                   |
| Modellvariante           | Trabant 601 Limousine                                                    | Trabant 601 Universal                                                    | Trabant 601 Limousine                                                            | Trabant 601 Universal                                                            |
| ------------------------ | ------------------------------------------------------------------------ | ------------------------------------------------------------------------ | -------------------------------------------------------------------------------- | -------------------------------------------------------------------------------- |
| Motor                    | Zweizylinder-Ottomotor, Zweitakt mit Einlassdrehschieber, quer eingebaut | Zweizylinder-Ottomotor, Zweitakt mit Einlassdrehschieber, quer eingebaut | Zweizylinder-Ottomotor P 65/66, Zweitakt mit Einlassdrehschieber, quer eingebaut | Zweizylinder-Ottomotor P 65/66, Zweitakt mit Einlassdrehschieber, quer eingebaut |
| Hubraum                  | 594,5 cm³                                                                | 594,5 cm³                                                                | 594,5 cm³                                                                        | 594,5 cm³                                                                        |
| Bohrung × Hub            | 72 mm × 73 mm                                                            | 72 mm × 73 mm                                                            | 72 mm × 73 mm                                                                    | 72 mm × 73 mm                                                                    |
| Nennleistung             | 23 PS (16,9 kW) bei 3800/min                                             | 23 PS (16,9 kW) bei 3800/min                                             | 26 PS (19,1 kW) bei 4200/min                                                     | 26 PS (19,1 kW) bei 4200/min                                                     |
| max. Drehmoment          | 5,2 kpm (51 Nm) bei 2700–2800/min                                        | 5,2 kpm (51 Nm) bei 2700–2800/min                                        | 5,5 kpm (53,9 Nm) bei 3000/min                                                   | 5,5 kpm (53,9 Nm) bei 3000/min                                                   |
| Verdichtung              | 7,5 : 1                                                                  | 7,5 : 1                                                                  | 7,5 : 1; ab März 1985: 7,8 : 1                                                   | 7,5 : 1; ab März 1985: 7,8 : 1                                                   |
| Kühlung                  | Luftkühlung (Gebläse)                                                    | Luftkühlung (Gebläse)                                                    | Luftkühlung (Gebläse)                                                            | Luftkühlung (Gebläse)                                                            |
| Getriebe                 | Vierganggetriebe mit Lenkstockschaltung, Freilauf im vierten Gang        | Vierganggetriebe mit Lenkstockschaltung, Freilauf im vierten Gang        | Vierganggetriebe mit Lenkstockschaltung, Freilauf im vierten Gang                | Vierganggetriebe mit Lenkstockschaltung, Freilauf im vierten Gang                |
| Schmierung               | Gemischschmierung im Verhältnis 1:33                                     | Gemischschmierung im Verhältnis 1:33                                     | Gemischschmierung im Verhältnis 1:33, ab 1974: 1:50                              | Gemischschmierung im Verhältnis 1:33, ab 1974: 1:50                              |
| Leergewicht              | 620 kg                                                                   | 660 kg                                                                   | 620 kg                                                                           | 660 kg                                                                           |
| zulässiges Gesamtgewicht | 1000 kg                                                                  | 1040 kg                                                                  | 1000 kg                                                                          | 1040 kg                                                                          |
| Maße L × B × H           | 3555 mm × 1505 mm × 1440 mm                                              | 3560 mm × 1510 mm × 1470 mm                                              | 3555 mm × 1505 mm × 1440 mm                                                      | 3560 mm × 1510 mm × 1470 mm                                                      |
| Radstand                 | 2020 mm                                                                  | 2020 mm                                                                  | 2020 mm                                                                          | 2020 mm                                                                          |
| Spurweite vorn/hinten    | 1206/1255 mm                                                             | 1206/1255 mm                                                             | 1206/1255 mm                                                                     | 1206/1255 mm                                                                     |
| Höchstgeschwindigkeit    | ca. 100 km/h, ab 1974: 108 km/h                                          | ca. 100 km/h, ab 1974: 108 km/h                                          | ca. 100 km/h, ab 1974: 108 km/h                                                  | ca. 100 km/h, ab 1974: 108 km/h                                                  |
| Kraftstoffverbrauch      | 8–9 l/100 km                                                             | 8–9 l/100 km                                                             | 8–9 l/100 km; ab 1984: 6,9–7,1 l/100 km                                          | 8–9 l/100 km; ab 1984: 6,9–7,1 l/100 km                                          |
| Tankinhalt               | 24 l, davon ca. 4 l Reserve                                              | 24 l, davon ca. 4 l Reserve                                              | 24 l; ab Herbst 1972: 26 l                                                       | 24 l; ab Herbst 1972: 26 l                                                       |

## Produktionszahlen P 601
Gesamtproduktion P 601 Fahrzeuge von 1963 bis 1990:
| Jahr             | 1963 | 1964   | 1965   | 1966   | 1967   | 1968   | 1969   | 1970   | 1971   |
| ---------------- | ---- | ------ | ------ | ------ | ------ | ------ | ------ | ------ | ------ |
| Nullserie        | 110  | 23     |        |        |        |        |        |        |        |
| Limousine        |      | 29.668 | 55.764 | 59.146 | 61.313 | 63.677 | 66.672 | 68.805 | 73.016 |
| Universal        |      |        | 1.842  | 14.206 | 14.669 | 15.277 | 15.853 | 16.680 | 17.350 |
| Lieferwagen      |      |        |        | 368    | 218    | 330    | 221    | 295    | 95     |
| Kübelwagen       |      |        |        | 165    | 720    | 454    | 632    | 420    | 604    |
| Wankelmotor      |      |        |        |        |        |        | 90     |        |        |
| Gesamtproduktion | 110  | 29.691 | 57.606 | 73.885 | 76.920 | 79.738 | 83.468 | 86.200 | 91.065 |

| Jahr             | 1972   | 1973   | 1974    | 1975    | 1976    | 1977    | 1978    | 1979    |
| ---------------- | ------ | ------ | ------- | ------- | ------- | ------- | ------- | ------- |
| Limousine        | 74.973 | 77.969 | 80.635  | 81.368  | 83.827  | 84.431  | 86.340  | 88.776  |
| Universal        | 18.367 | 20.196 | 21.595  | 23.191  | 24.199  | 24.764  | 25.420  | 25.724  |
| Lieferwagen      | 50     |        |         |         |         |         |         |         |
| Kübelwagen       | 540    | 467    | 586     | 548     | 434     | 434     | 475     | 527     |
| Gesamtproduktion | 93.930 | 98.632 | 102.816 | 105.107 | 108.460 | 109.626 | 112.235 | 115.027 |

| Jahr             | 1980    | 1981    | 1982    | 1983    | 1984    | 1985    | 1986    | 1987    |
| ---------------- | ------- | ------- | ------- | ------- | ------- | ------- | ------- | ------- |
| Limousine        | 92.091  | 93.651  | 95.150  | 96.980  | 102.588 | 108.765 | 115.878 | 117.655 |
| Universal        | 25.985  | 25.983  | 25.986  | 26.072  | 26.859  | 27.285  | 27.431  | 27.521  |
| Kübelwagen       | 360     | 466     | 584     | 619     | 303     | 320     | 391     | 400     |
| Dieselmotor      |         |         |         |         | 3       |         |         |         |
| Gesamtproduktion | 118.436 | 120.100 | 121.630 | 123.671 | 129.753 | 136.370 | 143.700 | 145.576 |

| Jahr                 | 1988    | 1989    | 1990   | Summe     |
| -------------------- | ------- | ------- | ------ | --------- |
| Limousine            | 116.800 | 116.935 | 48.752 | 2.241.625 |
| Universal            | 28.425  | 27.681  | 15.498 | 563.969   |
| Kübelwagen           | 375     | 236     | 90     | 11.150    |
| Lieferwagen          |         |         |        | 1.577     |
| Nulls./Wankel/Diesel |         |         |        | 226       |
| Gesamtproduktion     | 145.600 | 144.852 | 64.340 | 2.818.547 |

| Produktionsjubiläen | 1968    | 1973      | 1978      | 1982      | 1990      |
| ------------------- | ------- | --------- | --------- | --------- | --------- |
| 21.04.1968          | 500.000 |           |           |           |           |
| 22.11.1973          |         | 1.000.000 |           |           |           |
| 01.08.1978          |         |           | 1.500.000 |           |           |
| 01.10.1982          |         |           |           | 2.000.000 |           |
| 21.05.1990          |         |           |           |           | 3.000.000 |

## Testberichte
Die Beurteilung des Trabant 601 fiel in der DDR-Fachpresse (Kraftfahrzeugtechnik) bereits bei seinem Erscheinen 1964 sehr verhalten aus. Die kompromissbeladene neue Karosserie wurde als Resultat bisher zu geringer Stückzahlen gesehen, sodass Kosten für die Produktionsmaschinen noch immer nicht amortisiert waren. Das aber sei Voraussetzung für die Entwicklung einer völlig neuen Konstruktion. Der jetzt gefundenen Form des Trabants wurde vorausgesagt, künftigen technischen Entwicklungen über längere Zeit nicht standzuhalten. Gelobt wurden die durchaus wirksamen Maßnahmen zur Minderung der Innengeräusche, die Kurbelfenster, die verbesserte Heizleistung und auch das nun wieder zeitgemäße Äußere des Trabant. Bezüglich Fahrverhalten und Fahrleistung wurden im Vergleich zum Trabant 600 kaum Veränderungen festgestellt. Der ermittelte Durchschnittsverbrauch betrug 8,2 l/100 km. Positiver wurde der Trabant Kombi „Universal“ bewertet. Sowohl vom Nutzwert als auch formgestalterisch sei er gelungen. Auch sei die Verarbeitungsqualität des teilweise in Meerane produzierten Wagens erkennbar besser als bei der Limousine. Dank etwas nach hinten versetzter Rückbank war die Kniefreiheit im Fond um 8 cm größer, so dass auch längere Strecken mit vier Erwachsenen relativ bequem zurückgelegt werden konnten. Kritik galt der Be- und Entlüftung, die für den größeren Innenraum des Kombi nicht ausreichend sei.
Bei einer Langstreckenbeurteilung über 10.000 km traten ständig Kerzenbrücken und wiederholt Kolbenklemmer auf, die den Untersuchungen nach im Zusammenhang mit der schlechten Qualität der damals erhältlichen Vergaserkraftstoffe standen. Auch die Stoßdämpfer hatten wiederholt Defekte. Insgesamt traten im Testzeitraum sieben Defekte an funktionswichtigen Teilen auf. Kritik galt insbesondere auch der Vielzahl auftretender Klappergeräusche und dem hohen Durchschnittsverbrauch von 8,9 l/100 km.
Die Leistungssteigerung um 3 PS kam vor allem der Beschleunigung zugute, wie im KFT-Test im Jahr 1969 festgestellt wurde. Allerdings war der ohnehin schon kritische Geräuschpegel dadurch gestiegen, die Warmlaufphase verlängert, und eine erhebliche Senkung des Kraftstoffverbrauchs war nicht feststellbar (8,8 l/100 km). Als Höchstgeschwindigkeit wurden 105 km/h gemessen.
Im Dauertest der KFT über 22 000 km wurde dem Trabant im Jahr 1970 bescheinigt, dass sich insbesondere die Qualität des Motors verbessert habe und der ermittelte Koeffizient von 1 Reparatur je 1000 km international konkurrenzfähig sei (wobei Reparaturen an nicht funktionswichtigen Teilen mit eingerechnet waren). Während der Teststrecke waren insgesamt drei außerplanmäßige Werkstattbesuche notwendig, am Motor selbst gab es keine Beanstandungen. Erneut wurde darauf hingewiesen, dass ein Viertaktmotor dem Weltstand der Motorentechnik entsprechen würde, und dass die oft ungleichmäßige Bremswirkung und unzureichende Heizleistung grundsätzliche Mängel des Trabants seien. Zudem wurde die unbefriedigende Ersatzteilversorgung bemängelt. Der Kraftstoffverbrauch betrug im Durchschnitt 8,7 l/100 km. Noch positiver fiel 1971 der Test des Trabants Universal aus, bei dem über 8000 km – von einem kleinen Defekt an den Türschlössern und am Anlasser-Magnetschalter abgesehen – keine Störungen auftraten und verschiedene Detailverbesserungen als wirksam gelobt wurden. Die Höchstgeschwindigkeit betrug 108 km/h mit Diagonalreifen. Mit den ab 1972 wahlweise erhältlichen Radialreifen lag sie wegen des kleineren Abrollumfangs bei 105 km/h. Der Durchschnittsverbrauch betrug abhängig von der Jahreszeit etwa 8,6 l/100 km.
In einer Gesamtbeurteilung der KFT im Jahr 1973 wurde vorsichtig formuliert festgehalten, dass weder Motor noch Karosserie noch Fahrwerk des Trabant die Anforderungen erfüllten, die an einen Pkw der siebziger Jahre zu stellen seien, und nur eine Neuentwicklung ausreichende Sicherheit, Komfort und Umweltschutz gewährleisten könne. Im Rahmen der realistisch zu erwartenden Möglichkeiten wurde unter anderem ein wassergekühlter Dreizylinder-Zweitaktmotor mit Membran-Einlasssteuerung vorgeschlagen. In einem Test 1978 hatte die Fachpresse das Ausbleiben größerer Weiterentwicklungen lethargisch zur Kenntnis genommen, der Fokus lag nun auf Anregungen für weitere Detailverbesserungen. In einen Test von 1981 mischten sich deutlich frustrierte Töne, dass selbst die Weiterentwicklung im Detail nur nachlässig vonstattengehe.

## Marktsituation in der DDR

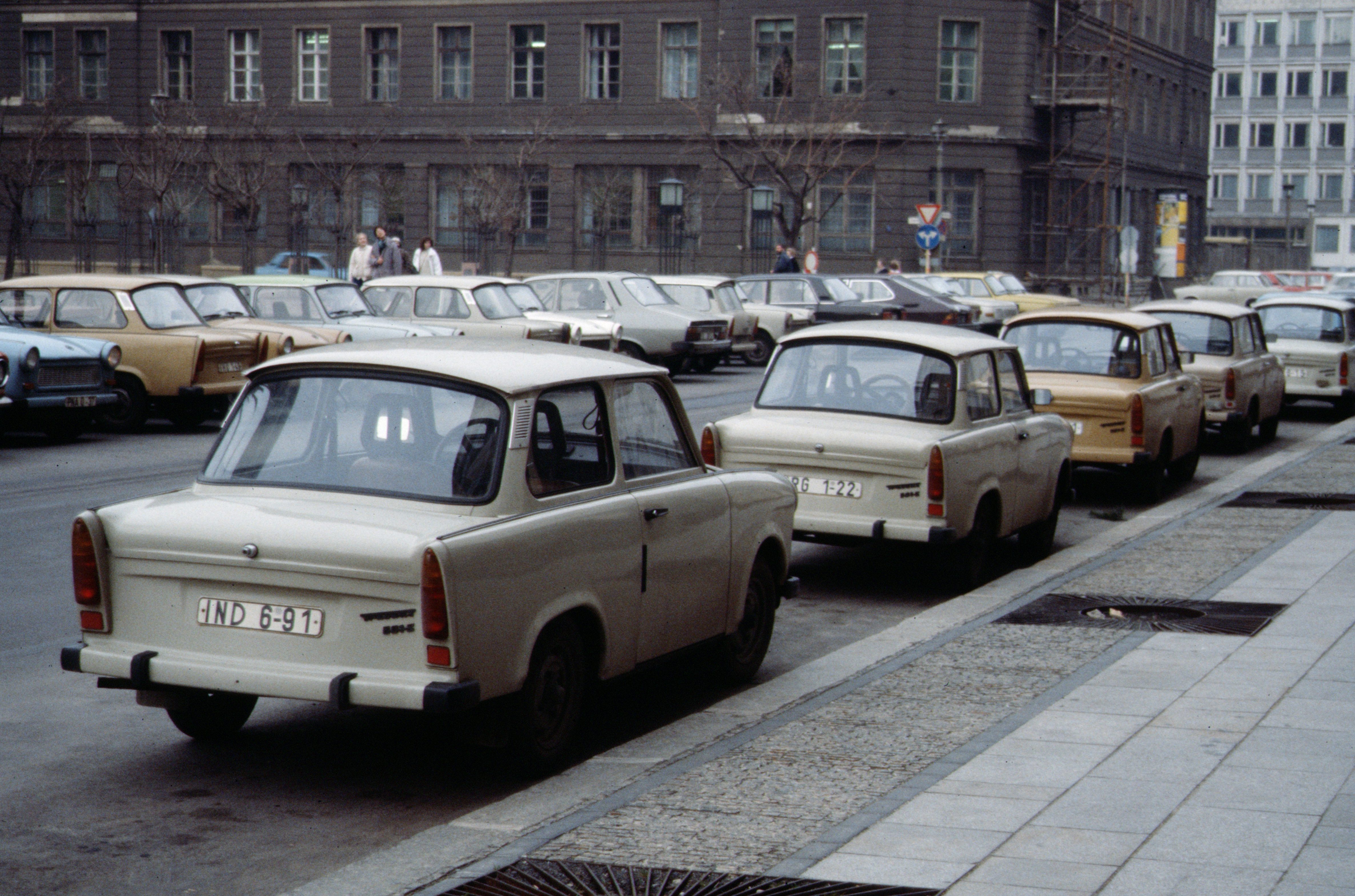
In der DDR war etwa jeder zweite Pkw (1976: 47 %) ein Trabant (hier in Berlin, 1989)

Bis 1990 gab es beim Trabant 601 keine nennenswerten Innovationen mehr. Trotzdem wurde der Trabant weiter gekauft, weil es in der Klasse der Kleinwagen kaum Alternativen gab – die Wartezeit für einen Trabant 601 betrug im Jahr 1988 fünfzehn Jahre. Der zeitweise parallel angebotene Kleinwagentyp Saporoshez stieß auf wesentlich geringeres Interesse und war infolgedessen im Rahmen normaler Lieferfristen erhältlich. So wenig Komfort der Trabant 601 auch bot, so bewährte er sich dennoch als durchdachtes Fahrzeug mit hohem Gebrauchswert, das im Falle von Störungen mit geringem Aufwand repariert werden konnte. Die günstigste Trabant 601-Ausführung, der 601 Standard, kostete im Jahr 1985 8.500 Mark. Der Preis war niedrig festgesetzt; auf dem Schwarzmarkt aber wurden neue Trabant ohne Wartezeit für 20.000 Mark gehandelt. 1988 waren in der DDR ca. 1,9 Millionen Trabant privat zugelassen. Zur politischen Wende 1989 wurde der Trabant zu einem Symbol sowohl des Mauerfalls als auch der wirtschaftlichen Rückständigkeit der DDR und verlor schlagartig an Wertschätzung.

## Export
Obwohl die Nachfrage im Inland nicht ansatzweise gedeckt werden konnte, wurde der Trabant 601 umfangreich exportiert. Hauptabnehmer waren dabei Polen, Ungarn und die ČSSR. 1975 wurde der 100 000ste nach Ungarn gelieferte Trabant übergeben. Es gab auch Exporte in weitere Staaten des Ostblocks wie Rumänien. Anfangs wurde er auch im NSW noch relativ erfolgreich verkauft, darunter in die Niederlande, Belgien und Griechenland. Auch Island zählte zu den Abnehmern. In Westdeutschland wurde der Trabant 601 ebenfalls angeboten. In der Folgezeit ging das Exportvolumen jedoch immer weiter zurück. In den 1980er Jahren stellten sich sogar in sozialistischen Ländern wie Polen Absatzprobleme ein, denn auch dort waren inzwischen wesentlich modernere Pkw als der Trabant verfügbar. 1984 entsprach das Fahrzeug nicht mehr den Normen für Neufahrzeuge in der Tschechoslowakei und durfte nicht mehr eingeführt werden. In der DDR hingegen steigerten sich die Wartezeiten auf einen Trabant immer weiter.

## Anhängerbetrieb

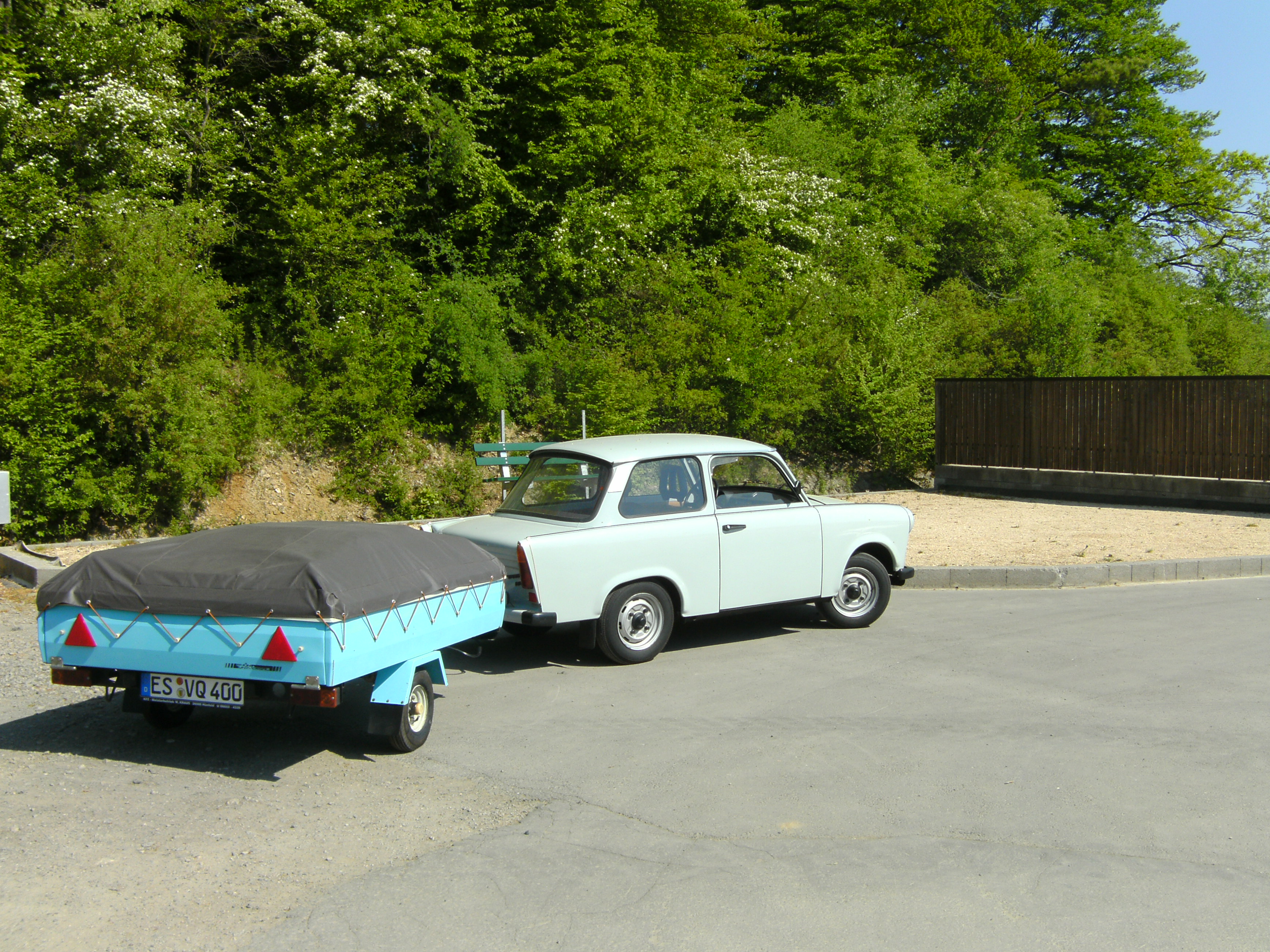
Trabant 601 mit dem Last-Zelt-Anhänger Rhön Universal

In der DDR wurde der Trabant trotz des kleinen Motors häufig als Zugfahrzeug genutzt, etwa ein Drittel aller Trabant war mit einer Anhängerkupplung ausgestattet. Als Lastenanhänger waren vor allem die verschiedenen Hochlader-Pritschenanhänger (HP) verbreitet, und zu Campingzwecken waren es vor allem Wohnzeltanhänger der Klappfix-Reihe. Mit dem LC9-200 von Weferlinger Heimstolz und dem QEK Junior gab es weiterhin zwei Wohnwagen, die auch vom Trabant gezogen werden durften. Hauptfahrgang mit Wohnwagen war der 3. Gang im Geschwindigkeitsbereich von 50 bis 75 km/h. Der stark beanspruchte Motor erwies sich jedoch auch unter diesen Bedingungen als vollgasfest. Eher waren es die Bremsen, deren Belastungsgrenze im Wohnwagenbetrieb überschritten wurde, vor allem an längeren Gefällestrecken. Nicht selten wurde dem Trabant zu Urlaubszwecken das Ziehen des QEK Juniors bis an das Schwarze Meer zugemutet. Die Redaktion der Zeitschrift Der Deutsche Straßenverkehr befuhr für einen entsprechenden Testbericht diese Strecke einschließlich der Transfogaraschen Hochstraße.
| Parameter               | Wert                                                                    |
| ----------------------- | ----------------------------------------------------------------------- |
| Anhängerlast ungebremst | mit Simplexbremse (bis 1967): 280 kg mit Duplexbremse (ab 1967): 300 kg |
| Anhängerlast gebremst   | 400 kg                                                                  |
| Stützlast               | 40 kg                                                                   |

## Cabrio-Umbauten

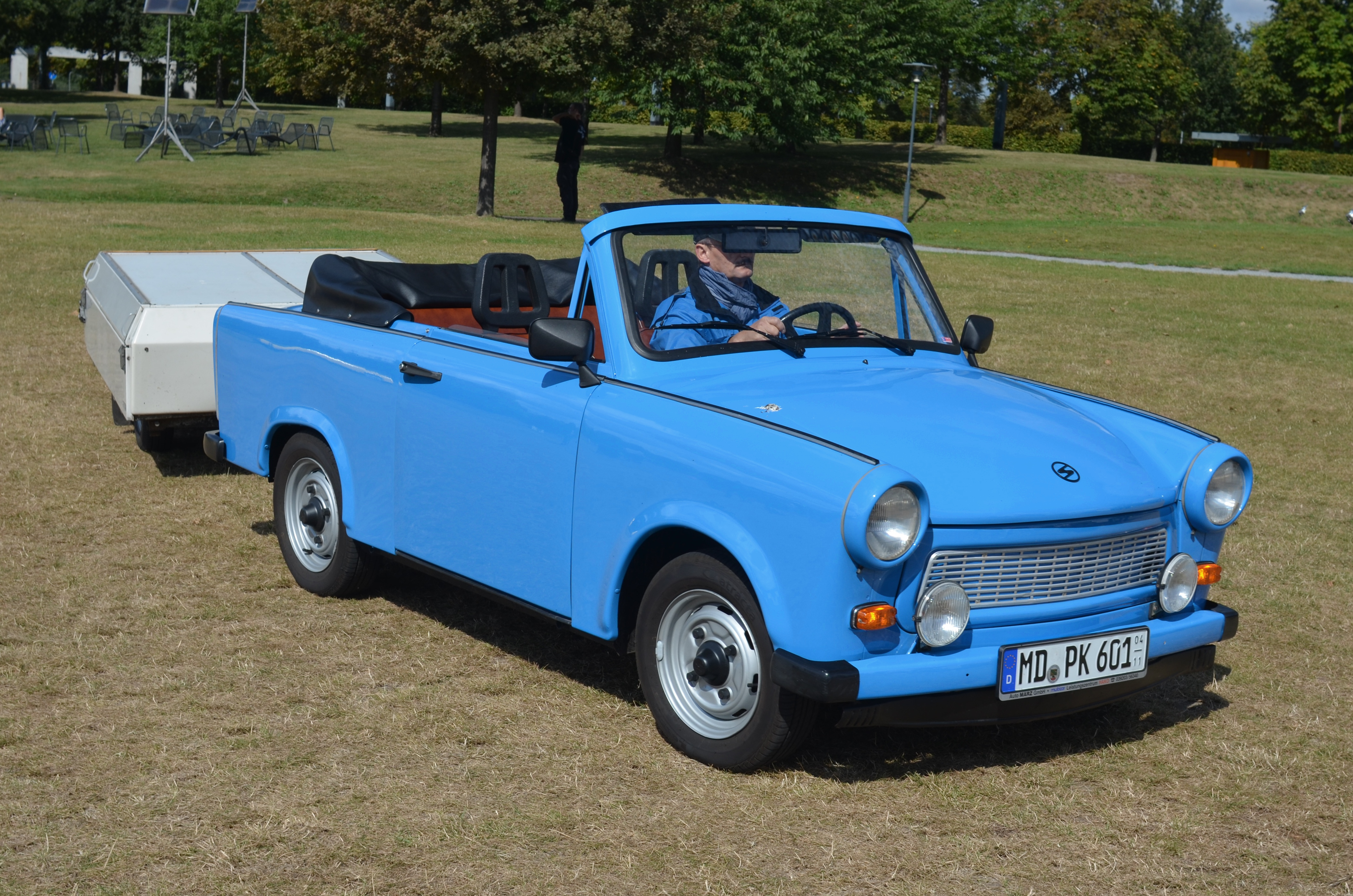
Trabant 601 Ostermann Cabrio (hier mit Klappfix-Anhänger): Ab 1993 bot Ostermann Cabrio-Umbausätze für den Trabant an

Ab 1993 bot der Karosseriebauer Ostermann aus dem niedersächsischen Osnabrück Umbausätze an, mit denen Trabant-601-Limousinen zu Cabriolets umgerüstet werden konnten. Der Umbausatz kostete 1090 Euro (anfänglich etwa 2200 DM) und umfasste einen vorbereiteten Gitterrahmen, der im Bereich der Türschweller und der Hinterachse auf den Plattformrahmen geschweißt werden musste, ferner das Verdeckgestänge und die -haut sowie eine Bauanleitung nebst Mustergutachten. Durch einen verstärkten Windschutzscheiben-Rahmen konnte auf einen Überrollbügel verzichtet werden. Bis 2013 sollen etwa eintausend Bausätze verkauft worden sein. Ferner bot das Unternehmen Rudolf Döge aus Oelzschau einen Cabrio-Umbausatz an. Dieses Modell hat jedoch der Stabilität wegen einen Überrollbügel und am Windschutzscheibenrahmen bleibt ein kleiner Teil des Dachs erhalten.

## Trivia
Seinen ersten großen medialen Auftritt abseits der Presseberichterstattung hatte der Trabant 601 bereits zum Zeitpunkt seiner Erscheinung 1964: Anlässlich des 15. Jahrestages der DDR fuhr das Sandmännchen mit einem durchaus detailgetreu gestalteten Trabant 601 Cabrio vor (Folge 39). 18 Jahre später erschien der Sandmann erneut in einem Trabant 601 – diesmal in einer geschlossenen Kombiausführung (Folge 235).